# 할로윈
할로윈 또는 핼러윈(Halloween, Hallowe'en), 드물게는 올핼러윈(Allhalloween), 만성절 전야(All Hallows' Eve, All Saints' Eve)는 서방 기독교의 만성절 전날인 10월 31일에 많은 국가에서 기념하는 축제이다. 만성절 기간의 시작으로, 전례력에서 성인, 순교자, 모든 죽은 신자들을 기억하는 시기이다. 대중문화에서 이 날은 죽음과 초자연적인 것들과 연관되어 공포를 기념하는 날이 되었다.
한 가설에 따르면 많은 할로윈 전통이 켈트족의 수확제, 특히 이교적 기원을 가진 것으로 여겨지는 게일인의 서우인 축제의 영향을 받았다고 한다. 일부 학자들은 더 나아가 초기 교회가 서우인을 만성절과 그 전야인 할로윈으로 기독교화했을 수 있다고 주장한다. 반면 다른 학자들은 할로윈이 순전히 기독교 축일인 만성절 전야제로 시작되었다고 본다. 스코틀랜드와 아일랜드에서 수세기 동안 기념되어 온 할로윈은 19세기에 스코틀랜드인과 아일랜드인 이민자들에 의해 많은 관습이 북아메리카로 전해졌으며, 이후 미국의 영향으로 20세기 후반과 21세기 초반에 다른 나라들로 다양한 할로윈 관습이 퍼져나갔다.
대중적인 할로윈 활동으로는 트릭 오어 트리팅(또는 이와 관련된 가이징과 소울링), 할로윈 코스튬 파티 참석, 호박이나 순무를 잭오랜턴으로 조각하기, 모닥불 피우기, 애플 보빙, 점치기 놀이, 장난치기, 귀신의 집 방문, 무서운 이야기하기, 공포 영화나 할로윈 주제 영화 보기 등이 있다. 일부 사람들은 교회 예배 참석과 죽은 이들의 묘지에 촛불 켜기 등 만성절 전야의 기독교 의식을 행하지만, 다른 이들에게는 세속적인 축제이다. 역사적으로 일부 기독교인들은 만성절 전야에 육식을 금했는데, 이 전통은 이 철야일에 사과, 감자 부침, 소울 케이크 등 특정 채식 음식을 먹는 전통에 반영되어 있다.

## 어원
할로윈 또는 핼러윈(Halloween, Hallowe'en, "성인의 저녁")이라는 단어는 기독교적 기원을 가지고 있으며, 고대 영어에서 확인할 수 있듯이 "만성절 전야"(All Hallows Eve)와 동일한 의미이다. 핼러윈(hallowe[']en)이라는 단어는 올 할로즈 이브(All Hallows' Eve, 만성절 전날 저녁)의 스코틀랜드식 표현에서 유래했는데, 이븐(even)은 "이브"(eve)나 "이브닝"(evening)을 의미하는 스코틀랜드어로 "인"(e'en 또는 een)으로 축약되었다. 이렇게 (All) Hallow(s) E(v)en이 핼러윈(Hallowe'en)이 되었다.

## 역사

### 기독교적 기원과 역사적 관습
할로윈은 기독교의 믿음과 관습에서 영향을 받은 것으로 여겨진다. 영어 단어 '핼러윈'(Halloween)은 11월 1일 만성절과 11월 2일 만령절이라는 기독교 축일 전날 저녁을 의미하는 "올 할로즈 이브"(All Hallows' Eve)에서 유래했다. 초기 교회 시대부터 기독교의 주요 축일(성탄절, 부활절, 오순절 등)은 전날 밤부터 시작되는 철야 예배가 있었으며, 만성절도 마찬가지였다. 이 사흘을 총칭하여 만성절 기간(Allhallowtide)이라 하며, 서방 기독교인들이 모든 성인을 기리고 아직 천국에 이르지 못한 최근 사망한 영혼들을 위해 기도하는 시기이다. 모든 성인과 순교자를 기념하는 행사는 여러 교회에서 주로 봄철의 다양한 날짜에 열렸다. 4세기 로마령 에데사에서는 5월 13일에 거행되었으며, 609년 5월 13일에 교황 보니파시오 4세는 로마의 판테온을 "성모 마리아와 모든 순교자"를 위한 성당으로 재봉헌했다. 이 날짜는 고대 로마의 죽은 자를 위한 축제인 레무리아와 같은 날이었다.
8세기에 교황 그레고리오 3세(재위 731년~741년)는 성 베드로 대성전에 "거룩한 사도들과 모든 성인, 순교자, 증거자들의 유물"을 위한 경당을 세웠다. 일부 기록에는 11월 1일에 봉헌되었다고 하고, 다른 기록에는 732년 4월 종려주일에 봉헌되었다고 한다. 800년경에는 아일랜드와 노섬브리아의 교회들이 11월 1일에 모든 성인을 기념하는 축일을 지냈다는 증거가 있다. 샤를마뉴 궁정의 일원이었던 노섬브리아의 앨퀸이 프랑크 제국에 이 11월 1일 날짜를 도입했을 수 있다. 835년에는 프랑크 제국에서 공식 날짜가 되었다. 일부는 이것이 켈트족의 영향 때문이라고 주장하고, 다른 이들은 게르만족의 발상이라고 주장하지만, 게르만족과 켈트어를 사용하는 민족 모두 겨울이 시작될 때 죽은 자를 기렸다고 한다. 이들은 자연이 '죽어가는' 시기이기 때문에 이때가 가장 적절한 시기라고 여겼을 수 있다. 또한 "여름철 로마에 몰려드는 많은 순례자들을 수용할 수 없었다"는 실용적인 이유와 로마의 무더운 여름철에 많은 생명을 앗아간 로마 열병에 대한 공중보건상의 우려 때문에 이러한 변화가 이루어졌을 수 있다고도 제안된다.
12세기 말까지 이 축일은 서방 기독교에서 의무 축일로 자리 잡았으며, 연옥에 있는 영혼들을 위해 교회 종을 울리는 등의 전통이 포함되었다. 또한 "검은 옷을 입은 포고꾼이 애도의 종소리를 울리며 거리를 행진하면서 모든 선한 기독교인들에게 가난한 영혼들을 기억하라고 외치는 것"이 관습이었다. 모든 세례받은 영혼들을 위해 소울 케이크를 구워 나누는 만성절 기간의 관습이 트릭 오어 트리팅 놀이의 기원이 되었다는 주장이 있다. 이 관습은 적어도 15세기까지 거슬러 올라가며 잉글랜드, 웨일스, 플랑드르, 바이에른, 오스트리아의 일부 지역에서 발견되었다. 주로 아이들을 포함한 가난한 사람들의 무리가 만성절 기간에 집집마다 다니면서 소울 케이크를 모았는데, 케이크는 죽은 자들, 특히 빵을 준 사람들의 친구와 친척들의 영혼을 위해 기도하는 대가였고 이러한 관습을 "소울링"(souling, 영혼 구제)이라고 불렀다. 소울 케이크는 영혼들 자신이 먹도록 제공되거나, '구제하는 사람들'이 그들의 대리인 역할을 했다. 사순절의 핫 크로스 번 전통처럼 소울 케이크에도 자주 십자가 표시가 있었는데, 자선으로 구워졌음을 나타냈다.
셰익스피어는 《베로나의 두 신사》(1593년)에서 소울링을 언급한다. 소울링을 하는 동안 기독교인들은 "속을 파낸 순무로 만든 등불"을 들고 다녔는데, 이 등불이 원래 죽은 자의 영혼을 상징했을 수 있다. 잭오랜턴은 악령을 물리치는 데 사용되었다. 19세기에는 아일랜드, 플랑드르, 바이에른, 티롤에서 만성절과 만령절에 집에서 촛불을 켰는데, 이를 "영혼의 빛"이라 불렀으며 "영혼들이 지상의 집을 다시 방문하도록 안내하는" 역할을 했다. 이러한 지역의 많은 곳에서는 만령절에 무덤에도 촛불을 켰다. 브르타뉴에서는 친족의 무덤에 우유를 붓거나 돌아오는 영혼들을 위해 식탁에 음식을 밤새 두었는데, 티롤과 이탈리아 일부 지역에서도 발견되는 관습이었다.
기독교 목사인 프린스 소리 콘테는 복장 착용을 복수심에 불타는 유령에 대한 믿음과 연관 지었다. "전통적으로 죽은 자들의 영혼이 만성절까지 땅을 떠돌며, 만성절 전야는 저승으로 가기 전에 원수들에게 복수할 마지막 기회를 제공한다고 믿었다. 그러한 복수를 노리는 영혼에게 알아보이지 않기 위해 사람들은 가면이나 의상을 착용했다." 중세 시대에 만성절 기간에 순교자 성인들의 유물을 전시할 만큼 부유하지 않았던 유럽의 교회들은 대신 교구민들이 성인으로 분장하게 했다. 오늘날에도 일부 기독교인들은 할로윈에 이 관습을 지킨다. 레슬리 배너타인은 이것이 더 이른 시기의 이교도 관습이 기독교화된 것일 수 있다고 본다. 프랑스를 비롯한 유럽 본토의 많은 기독교인들은 "일 년에 한 번, 할로윈에 교회 묘지의 죽은 자들이 일어나 괴상하고 끔찍한 카니발"을 벌인다고 믿었는데, 이는 죽음의 무도로 알려졌으며 교회 장식에 자주 묘사되었다. 크리스토퍼 올먼드와 로자먼드 맥키터릭은 《신 케임브리지 중세사》(The New Cambridge Medieval History)에서 죽음의 무도가 기독교인들에게 "모든 지상의 것들의 종말을 잊지 말라"고 촉구했다고 쓴다. 죽음의 무도는 때때로 유럽의 마을 가장 행렬과 궁정 가면무도회에서 재현되었는데, 사람들이 "사회 각계각층의 시체로 분장"했으며, 이것이 할로윈 코스튬 파티의 기원일 수 있다.
영국에서는 이러한 관습들이 종교 개혁 기간 동안 공격을 받았는데, 개신교도들이 연옥을 예정설과 양립할 수 없는 "가톨릭적" 교리라고 비난했기 때문이다. 성인의 중보와 연옥에 있는 영혼들을 위한 기도와 관련된 국가 공인 의식들은 엘리자베스 시대의 개혁 동안 폐지되었지만, 만성절은 "성인들을 경건한 인간으로 기념하기 위해" 영국 전례력에 남았다. 일부 비국교도 개신교도들에게 만성절 전야의 신학은 재정의되었다. "가톨릭 신자들이 자주 믿고 주장하듯이 영혼들이 연옥에서 천국으로 가는 여정 중일 수 없다. 대신 소위 유령들은 실제로는 악령이라고 여겨진다." 다른 개신교도들은 음부(아브라함의 품)로 알려진 중간 상태를 믿었다. 일부 지역에서는 가톨릭 신자들과 개신교도들이 계속해서 소울링, 촛불 행렬, 또는 죽은 자를 위한 교회 종 울리기를 했다. 성공회는 결국 이 종 울리기를 금지했다. 중세 고고학 교수인 마크 도넬리와 역사학자 대니얼 딜은 "악의로 가득 찬 영들이 지상을 여행할 때 함께한다고 믿어진 마녀들의 영향으로부터 사람들과 가축을 보호하기 위해 헛간과 집들이 축복을 받았다"고 쓴다.
1605년 이후 영국에서는 만성절이 가이 포크스의 밤(11월 5일)에 밀려났는데, 이 날이 만성절의 일부 관습을 차용했다. 영국에서 성인의 중보와 관련된 공식 의식이 끝나면서 새로운, 비공식적인 만성절 관습이 발전했다. 18~19세기 랭커셔의 시골 지역에서는 가톨릭 가정들이 만성절 전야에 언덕에 모였다. 한 사람이 건초 다발을 쇠스랑에 꽂아 들고 불을 붙이면 나머지 사람들은 그 주위에 무릎을 꿇고 불이 꺼질 때까지 친척과 친구들의 영혼을 위해 기도했다. 이 관습을 틴레이(teen'lay)라고 불렀다. 하트퍼드셔에도 비슷한 관습이 있었고, 더비셔에서는 '틴들' 불을 피우는 관습이 있었다. 일부는 이 '틴들'이 원래 "가난한 영혼들이 지상으로 돌아오는 것을 인도하기 위해" 켜졌다고 제안한다. 스코틀랜드와 아일랜드에서는 개혁파 교리와 충돌하는 옛 만성절 관습들이 억압되지 않았는데, "지역 공동체의 생활 주기와 통과 의례에 중요"했고 억제하기가 어려웠기 때문이다.
15세기까지 이탈리아의 일부 지역에서는 가정들이 교회 예배에 가기 전에 친척들의 유령을 위해 음식을 남겨두었다. 19세기 이탈리아에서는 만성절에 교회들이 "성인들의 생애에서 장면들을 연극적으로 재현"했는데, "참가자들은 실물과 같은 밀랍 인형으로 표현"되었다. 1823년 로마의 성령 병원 묘지에서는 최근 사망한 이들의 시신이 천국을 향해 위를 가리키는 천사의 밀랍상 주위에 배열된 장면이 연출되었다. 같은 나라에서 "본당 사제들은 집집마다 다니며 작은 음식 선물을 요청했고, 그날 밤 내내 서로 나누어 먹었다." 스페인에서는 계속해서 "성인의 뼈"(huesos de santo)라고 불리는 특별한 과자를 구워 무덤 위에 놓는다. 스페인과 프랑스, 라틴아메리카의 묘지에서는 사제들이 만성절 기간 동안 기독교 행렬과 예배를 인도하며, 그 후 사람들은 밤새 철야 예배를 드린다. 19세기 산세바스티안에서는 만성절 기간에 시립 묘지로 행렬이 있었는데, 이 행사에는 "죽은 친척과 친구들에 대한 애틋한 기억"에 호소하며 동정을 구하는 구걸자들이 모여들었다.

### 게일족 민속의 영향

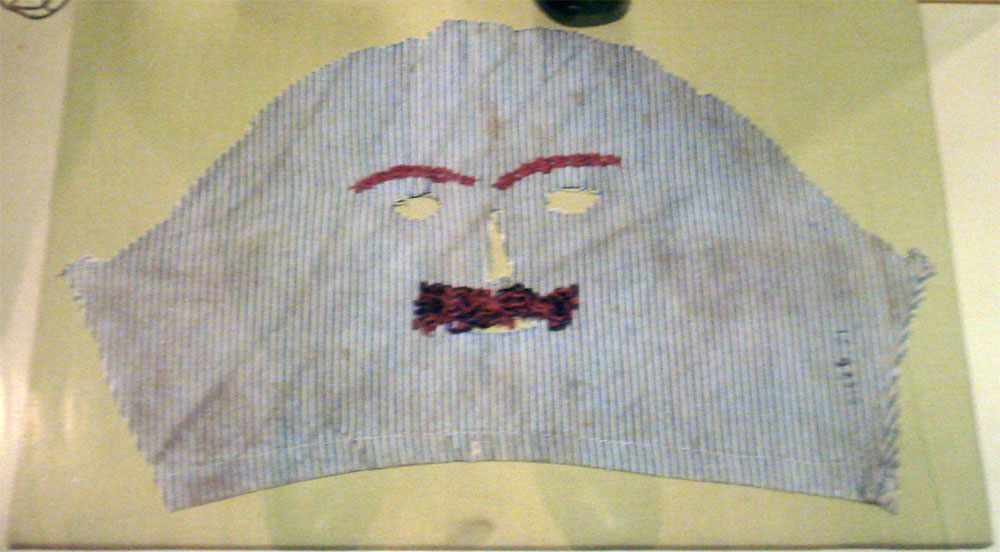
아일랜드 메이요주의 전원생활박물관에 전시된 20세기 초 아일랜드의 할로윈 가면

오늘날의 할로윈 관습은 켈트어를 사용하는 국가들의 민속 관습과 신앙의 영향을 받은 것으로 여겨지며, 이 중 일부는 이교적 기원을 가진 것으로 믿어진다. 민속학자 잭 산티노는 "아일랜드 전역에서 기독교와 관련된 관습 및 신앙과 기독교가 도래하기 전 아일랜드의 종교와 관련된 것들 사이에 불안한 휴전이 존재했다"고 쓴다. 할로윈 관습의 기원은 일반적으로 게일인의 축제인 서우인과 연관되어 있다.
서우인은 중세 게일인 달력의 분기일 중 하나로, 아일랜드, 스코틀랜드, 맨섬에서 10월 31일부터 11월 1일까지 기념되었다. 브리튼 켈트족도 비슷한 축제를 가지고 있었는데, 웨일스에서는 "칼란 가에프"(Calan Gaeaf), 콘월에서는 "칼란 과브"(Kalan Gwav), 브르타뉴에서는 "칼란 고아노브"(Kalan Goañv)라 불렸으며, 이 이름은 "겨울의 첫날"을 의미한다. 켈트족에게 하루는 일몰에 끝나고 시작되었다. 따라서 현대의 계산으로는 축제가 11월 1일 전날 저녁에 시작된다. 서우인은 가장 초기의 아일랜드 문학에서도 언급된다. 이 이름들은 역사가들이 19세기까지의 켈트족 할로윈 관습을 지칭하는 데 사용되어 왔으며, 지금도 할로윈의 게일어와 웨일스어 이름으로 남아있다.

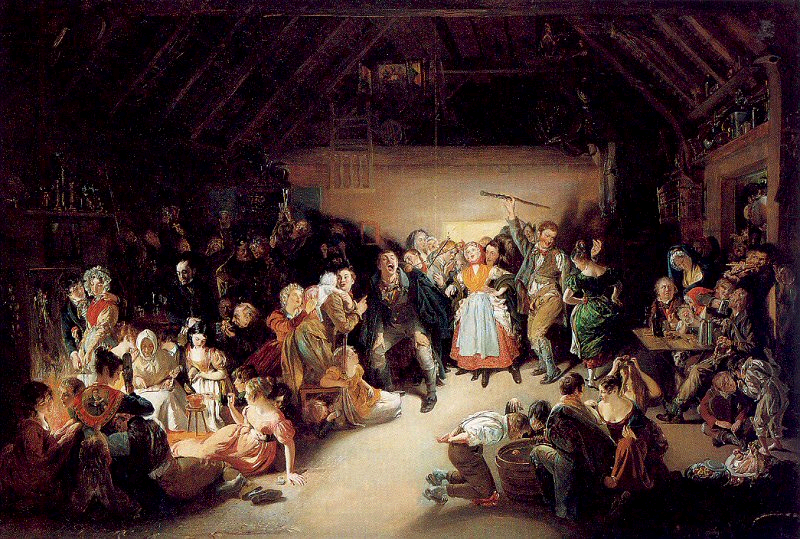
대니얼 매클리스가 1833년에 그린 《사과 따기의 밤, 또는 만성절 전야》는 아일랜드에서 할로윈날 사람들이 연회를 즐기고 점치기 놀이를 하는 모습을 보여준다.

서우인은 수확기의 끝과 겨울 또는 한 해의 '어두운 절반'의 시작을 표시했다. 이는 이 세계와 별세계의 경계가 얇아지는 경계적 시기로 여겨졌다. 이는 '정령' 또는 '요정'을 의미하는 이스시가 이 세계로 더 쉽게 올 수 있고 특히 활발하게 활동했다는 것을 의미했다. 대부분의 학자들은 이들을 "후대의 종교적 신념에 의해 공식적으로 대체된 후에도 사람들의 마음속에서 그 힘이 여전히 활발했던 [...] 고대 신들의 격하된 버전"으로 본다. 이들은 존중받으면서도 두려움의 대상이었으며, 사람들은 종종 그들의 거처에 접근할 때 신의 보호를 빌었다. 서우인에는 사람들과 가축이 겨울을 잘 견딜 수 있도록 이스시를 달래야 했다. 음식과 음료, 또는 수확물의 일부를 그들을 위해 밖에 두었다. 죽은 자들의 영혼도 환대를 구하며 집으로 돌아온다고 했다. 그들을 맞이하기 위해 식탁과 화로 옆에 자리를 마련했다. 죽은 자들의 영혼이 일 년에 하루 집으로 돌아오며 그들을 달래야 한다는 믿음은 고대의 기원을 가진 것으로 보이며 많은 문화에서 발견된다. 19세기 아일랜드에서는 "촛불을 켜고 죽은 자들의 영혼을 위해 공식적으로 기도를 드렸다. 그 후에 먹고 마시며 놀이가 시작되었다."
아일랜드와 영국 전역, 특히 켈트어를 사용하는 지역에서는 가정의 축제 행사에 죽음과 결혼에 관한 미래를 예언하기 위한 점치기 의식과 놀이가 포함되었다. 사과와 견과류가 자주 사용되었으며, 애플 보빙, 견과류 굽기, 수정이나 거울 보기, 녹인 납이나 달걀 흰자를 물에 붓기, 해몽 등의 관습이 있었다. 특별한 모닥불이 피워졌고 이와 관련된 의식들이 있었다. 모닥불의 불꽃, 연기, 재는 보호와 정화의 힘이 있다고 여겨졌다. 일부 지역에서는 모닥불에서 불을 붙인 횃불을 집과 밭 주위로 태양의 방향으로 돌며 이들을 보호했다. 이러한 불은 태양을 모방하고 겨울의 쇠락과 어둠을 막아낸다는 일종의 모방 또는 교감 마술이었다고 여겨지며, 점치기와 악령 퇴치에도 사용되었다. 스코틀랜드에서는 일부 교구의 교회 장로들이 이러한 모닥불과 점치기 놀이를 금지했다. 웨일스에서는 "죽은 자들의 영혼이 지상으로 떨어지는 것을 막기 위해" 모닥불을 피웠다. 후에 이 모닥불들은 "악마를 막아내는" 역할을 했다.

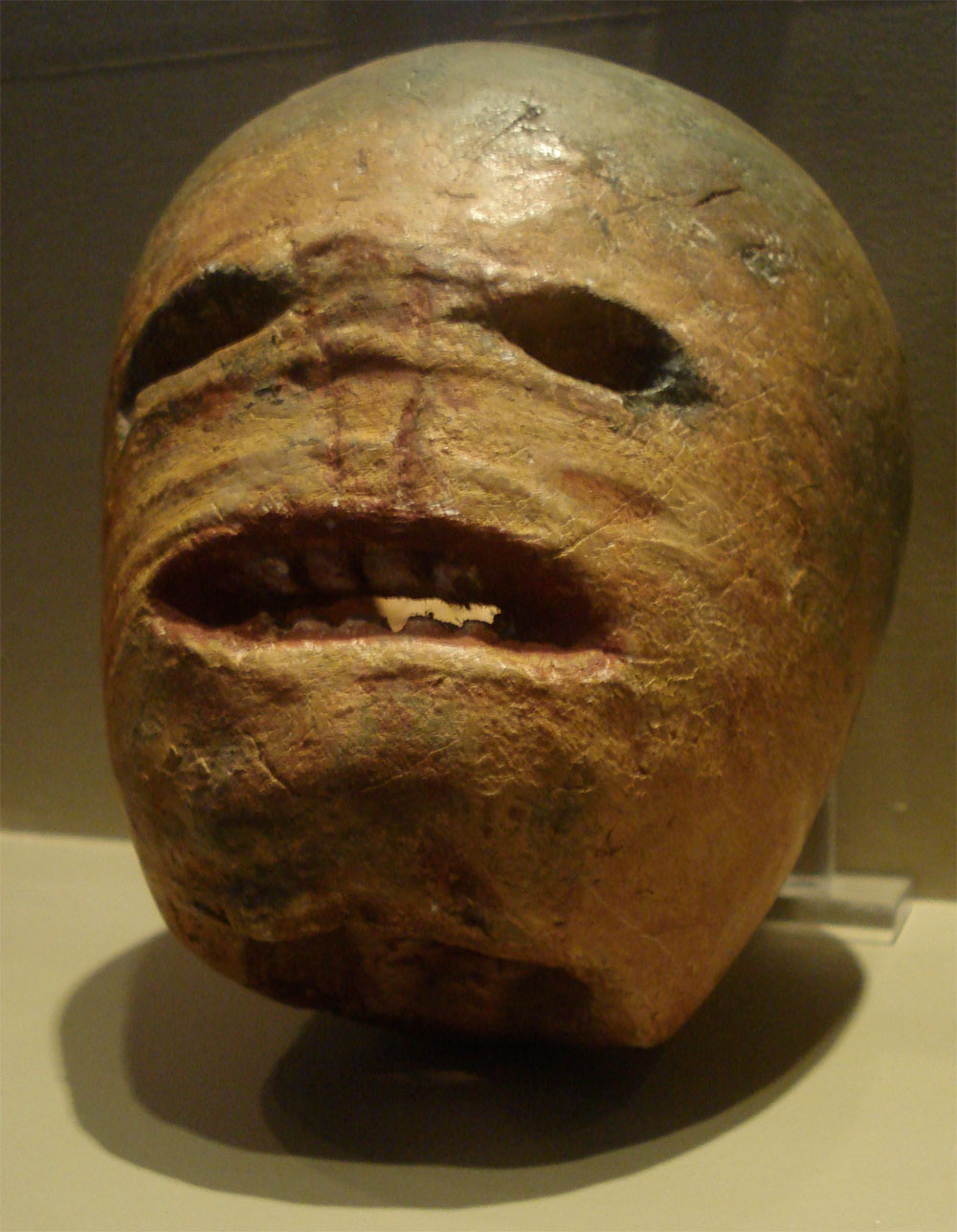
아일랜드 전원생활박물관에 전시된 전통 아일랜드 할로윈 순무(스웨드, 루타바가) 등불의 석고 모형

적어도 16세기부터 아일랜드, 스코틀랜드, 맨섬, 웨일스에서는 축제에 머밍(mumming)과 가이징(guising)이 포함되었는데, 사람들이 의상을 입고(또는 변장하고) 집집마다 다니면서 보통 음식을 대가로 시구나 노래를 낭송하는 것이었다. 이같은 관습은 원래 사람들이 이스시 또는 죽은 자들의 영혼을 흉내 내고 그들을 대신해 제물을 받는 전통이었을 수 있으며, '소울링'과 비슷했다. 이러한 존재들을 흉내 내거나 변장을 하는 것이 그들로부터 자신을 보호한다고도 믿어졌다. 남부 아일랜드의 일부 지역에서는 변장한 사람들 중에 하비 호스가 포함되었다. "라이르 반"(Láir Bhán, 흰 암말)으로 분장한 남자가 젊은이들을 이끌고 집집마다 다니며 시구를 낭송하면 - 일부는 이교적인 의미가 있었다 - 음식을 받았다. 가정에서 음식을 기부하면 "먹 올라"(Muck Olla)로부터 행운을 기대할 수 있었고, 그렇지 않으면 불운이 찾아올 것이라고 했다. 스코틀랜드에서는 젊은이들이 가면을 쓰거나, 얼굴에 칠을 하거나 검게 칠한 채로 집집마다 다녔으며, 흔히 환영받지 못하면 못된 장난을 치겠다고 위협했다. F. 마리안 맥닐은 고대의 축제에 정령들을 표현하는 의상을 입은 사람들이 포함되어 있었으며, 성스러운 모닥불의 재로 얼굴에 표시를 하거나 검게 칠했다고 제안한다. 웨일스의 일부 지역에서는 남자들이 "그브라호드"(gwrachod)라고 불리는 무서운 존재로 분장하고 돌아다녔다. 19세기 후반과 20세기 초반에는 글러모건과 오크니의 젊은이들이 이성의 옷을 입고 다녔다.
유럽의 다른 지역에서도 머밍이 다른 축제의 일부였지만, 켈트어를 사용하는 지역에서는 "초자연적 존재들이 밖을 돌아다닌다고 하는 밤에 특히 적절했으며, 인간 방랑자들이 이들을 모방하거나 물리칠 수 있었다." 적어도 18세기부터 "악의적인 정령들을 모방하는 것"이 아일랜드와 스코틀랜드 고지대에서 장난치기로 이어졌다. 의상을 입고 할로윈에 장난치는 것은 20세기가 되어서야 잉글랜드로 퍼졌다. 장난꾸러기들은 속을 파낸 순무나 사료용 근대를 등불로 사용했는데, 흔히 괴상한 얼굴을 새겨 넣었다. 이를 만든 사람들에 따르면, 등불은 정령들을 나타내거나 악령을 물리치는 데 사용되었다고 한다. 19세기에 아일랜드와 스코틀랜드 고지대의 일부 지역에서 흔했으며, 서머싯(펑키 나이트 참조)에서도 볼 수 있었다. 20세기에는 영국의 다른 지역으로 퍼져나갔으며 일반적으로 잭오랜턴으로 알려지게 되었다.

### 북미로의 전파

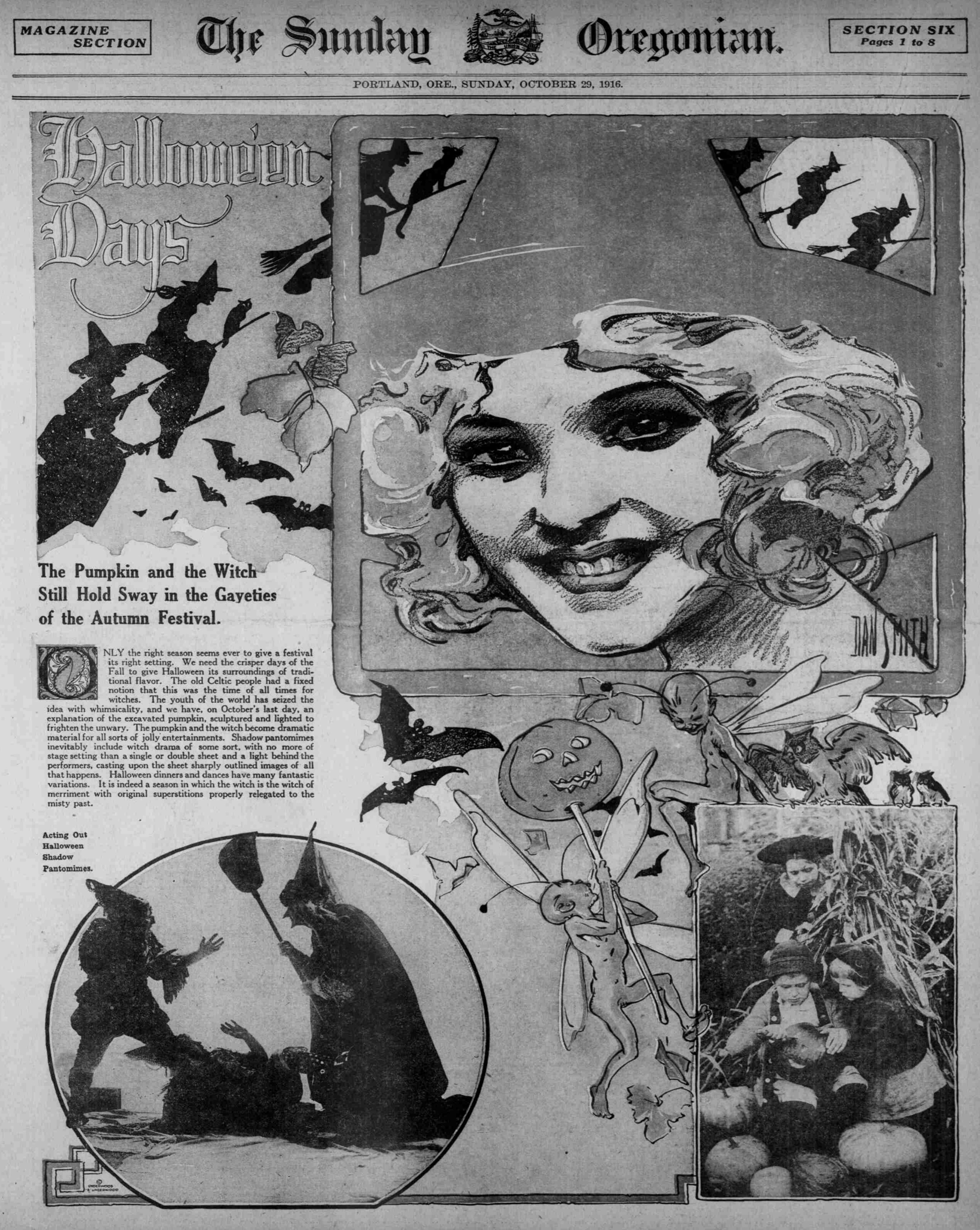
1916년 미국 신문 《선데이 오리고니언》의 "할로윈의 날들" 기사

레슬리 배너타인과 신디 오트는 미국 남부의 성공회 정착민들과 메릴랜드의 가톨릭 정착민들이 "교회 달력에서 만성절 전야를 인정했다"고 쓰지만, 뉴잉글랜드의 청교도들은 크리스마스를 포함한 기성 교회의 다른 전통적 축제들과 함께 이 명절을 강력히 반대했다. 18세기 후반과 19세기 초반의 연감들은 할로윈이 북아메리카에서 널리 기념되었다는 징후를 보여주지 않는다.

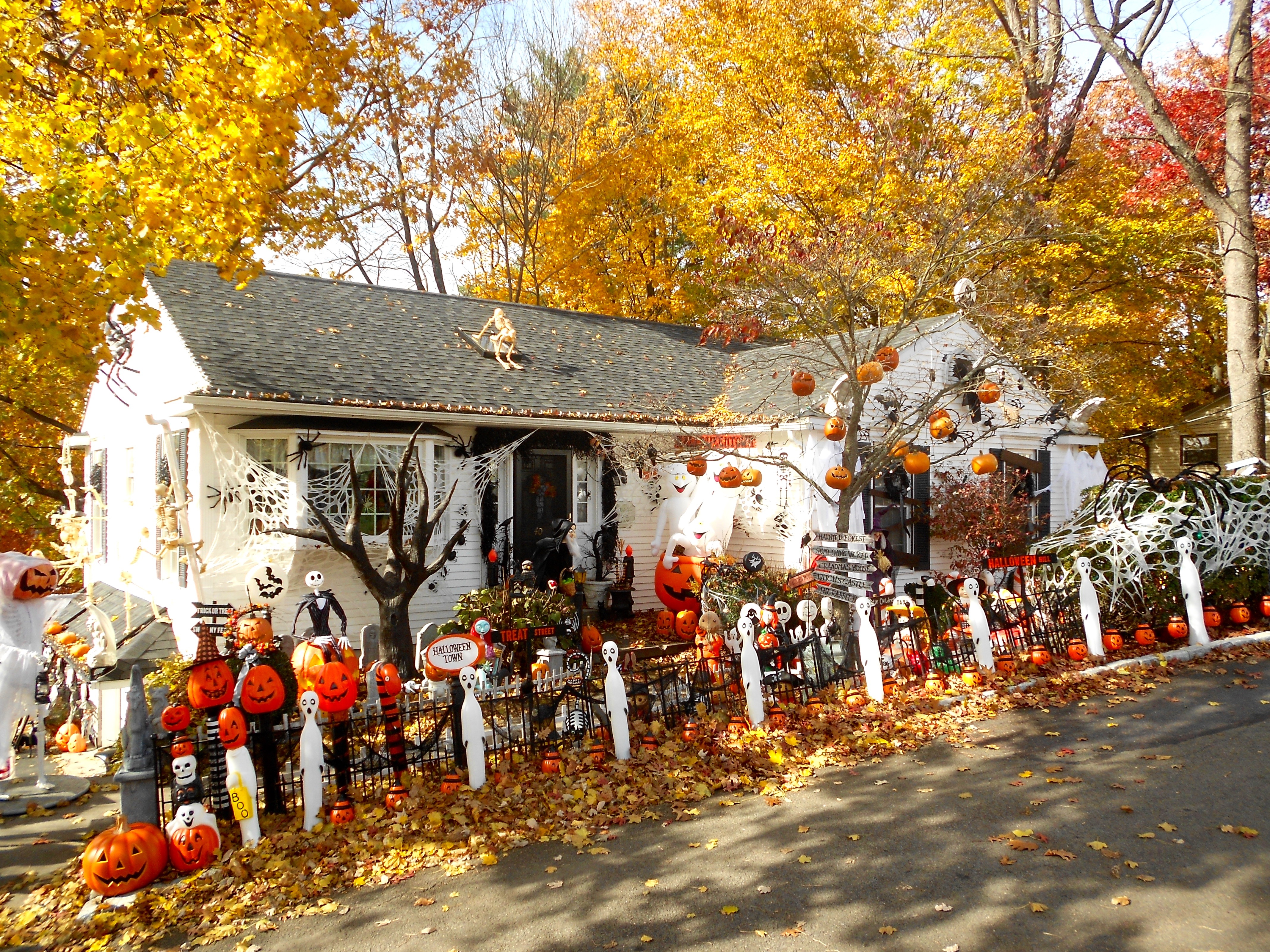
펜실베이니아 웨덜리의 할로윈 장식된 집

19세기에 아일랜드인과 스코틀랜드인의 대규모 이민이 있은 후에야 할로윈이 미국의 주요 명절이 되었다. 대부분의 미국 할로윈 전통은 아일랜드인과 스코틀랜드인에게서 물려받은 것이지만, "케이준 지역에서는 할로윈 밤에 묘지에서 야간 미사를 드렸다. 축복받은 촛불을 무덤 위에 놓았으며, 가족들은 때때로 묘지에서 밤을 새우기도 했다." 처음에는 이러한 이민자 공동체에 국한되었으나, 점차 주류 사회에 동화되어 20세기 초에는 모든 사회적, 인종적, 종교적 배경을 가진 사람들이 전국적으로 기념하게 되었다. 그런 다음 미국화의 영향으로 이러한 할로윈 전통들이 20세기 후반과 21세기 초에 유럽 본토와 극동의 일부 지역을 포함한 많은 다른 나라들로 퍼져나갔다.

## 상징

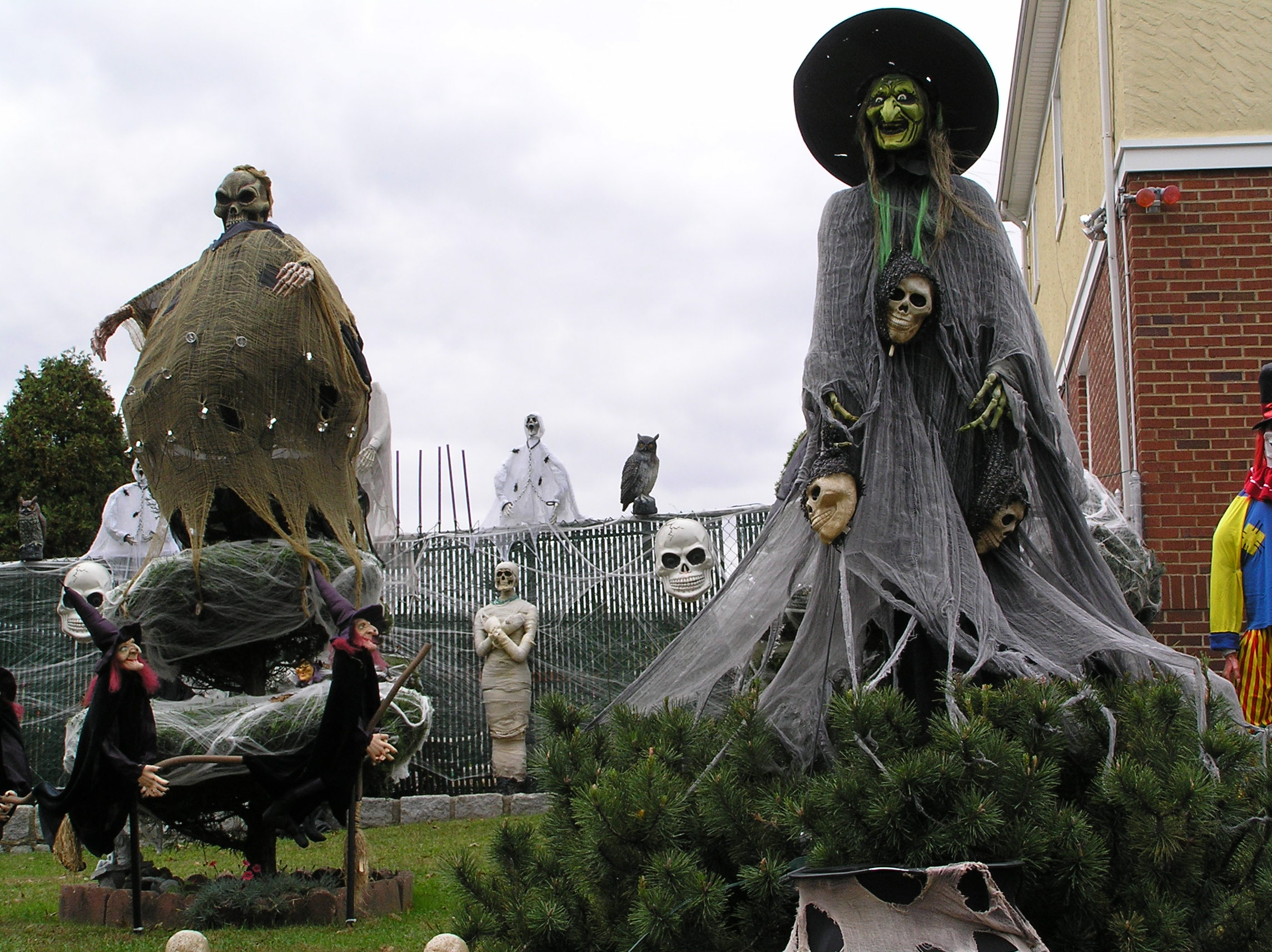
할로윈에는 해골, 유령, 거미줄, 비석, 마녀 등 전통적으로 섬뜩한 상징들로 마당, 공공장소, 일부 가정이 장식된다.

할로윈과 관련된 장식물과 상징들은 시간이 흐르면서 형성되었다. 잭오랜턴은 전통적으로 만성절 전야에 변장한 사람들이 악령을 겁주기 위해 들고 다녔다. 잭오랜턴과 관련된 유명한 아일랜드 기독교 민담이 있는데, 민간전승에서는 이것이 "천국과 지옥 모두에서 입장이 거부된 영혼"을 나타낸다고 한다.
밤새 술을 마시고 집으로 가는 길에 잭은 악마를 만나 나무에 오르도록 속인다. 영리한 잭은 나무껍질에 십자가 표시를 새겨 악마를 가두어 버린다. 잭은 사탄이 절대로 자신의 영혼을 차지할 수 없다는 거래를 한다. 죄와 술, 거짓으로 가득한 삶을 살다가 죽었을 때 잭은 천국 입장을 거부당한다. 약속을 지킨 악마는 잭의 지옥 입장을 거부하고 지옥불에서 직접 가져온 숯덩이를 그에게 던진다. 추운 밤이었기에 잭은 숯불이 꺼지지 않도록 속을 파낸 순무에 넣어두었고, 그 이후로 잭과 그의 등불은 쉴 곳을 찾아 돌아다니고 있다.

아일랜드, 스코틀랜드, 북잉글랜드에서는 전통적으로 할로윈에 순무를 조각했지만, 북아메리카로 이민 간 사람들은 현지의 호박을 사용했는데, 호박이 훨씬 부드럽고 크기 때문에 순무보다 조각하기가 더 쉬웠다. 호박을 조각하는 미국의 전통은 1837년에 기록되어 있으며, 원래는 수확기 전반과 관련이 있었고 19세기 중후반이 되어서야 특별히 할로윈과 연관되기 시작했다.

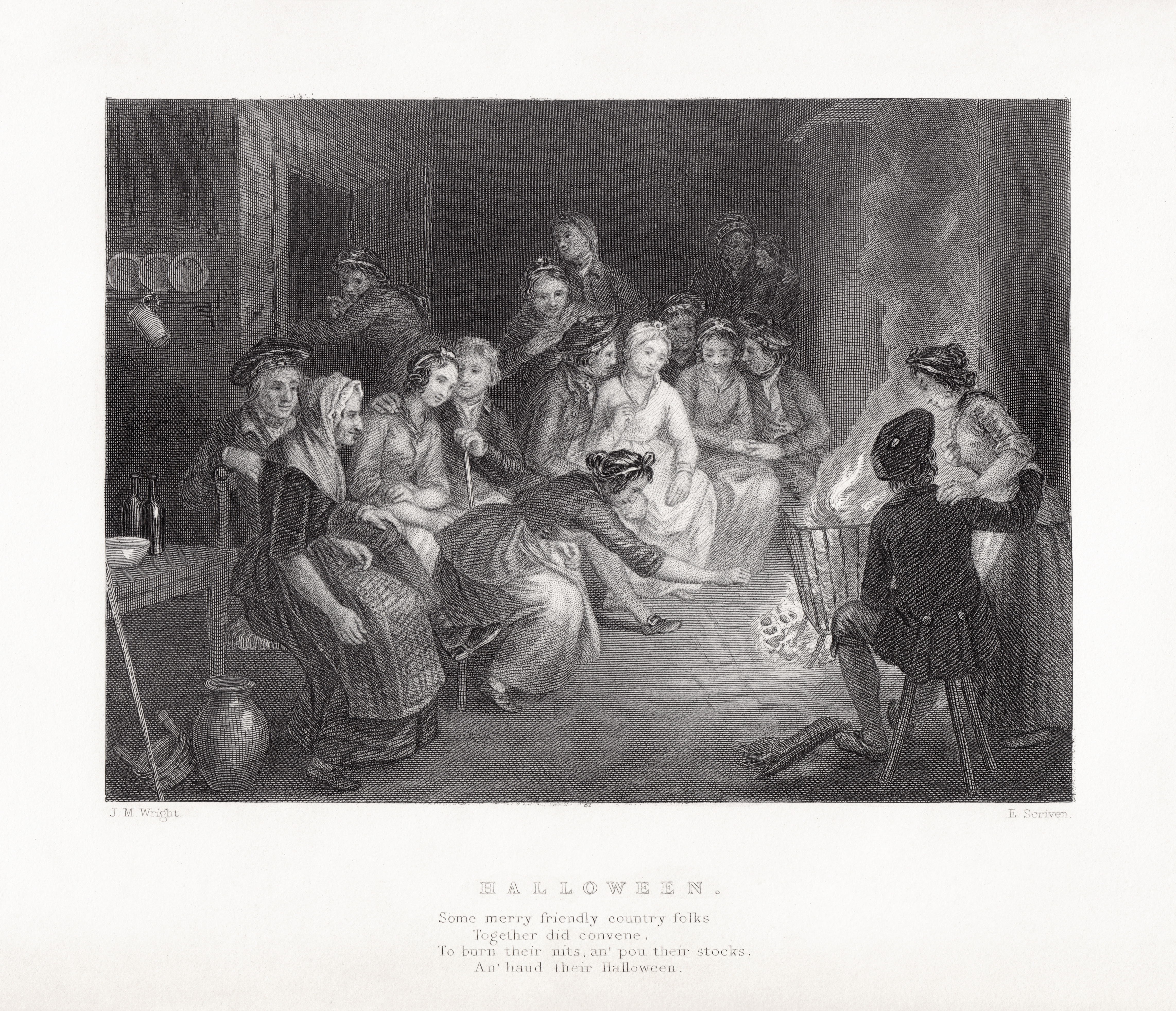
스코틀랜드 시인 로버트 번스의 시 "할로윈"(1785년)은 이 명절과 관련된 여러 전설을 이야기한다.

현대의 할로윈 이미지는 기독교 종말론, 각국의 관습, 고딕 및 공포 문학 작품(《프랑켄슈타인, 또는 현대의 프로메테우스》와 《드라큘라》와 같은 소설들)과 《프랑켄슈타인》(1931년)과 《미이라》(1932년) 같은 고전 공포 영화 등 많은 출처에서 비롯되었다. 기독교 전통에서 골고타를 상기시키는 해골의 이미지는 "죽음과 인생의 덧없음을 상기시키는 것"으로서 메멘토 모리와 바니타스 구성에서 발견된다. 따라서 이러한 주제를 다루는 할로윈에서도 해골이 흔히 사용되어 왔다. 전통적으로 교회의 뒷벽은 "천사들로 가득한 천국과 악마들로 가득한 지옥과 함께, 무덤이 열리고 죽은 자들이 일어나는 최후의 심판을 묘사한 것으로 장식"되었는데, 이러한 모티프는 이 사흘 간의 기념일 준수에 스며들었다. 할로윈을 주제로 한 가장 초기의 작품 중 하나는 스코틀랜드 시인 존 메인의 것으로, 그는 1780년에 할로윈의 장난 - "무서운 장난들이 뒤따르네!" - 과 함께 이 밤과 관련된 초자연적인 것들 - "보글스"(유령들) - 을 언급했는데, 이는 로버트 번스의 "할로윈"(1785년)에 영향을 미쳤다. 호박, 옥수수 껍질, 허수아비와 같은 가을철의 요소들도 널리 사용된다. 할로윈 무렵에는 집들이 흔히 이러한 종류의 상징들로 장식된다. 할로윈 이미지는 죽음, 악, 신화 속 괴물의 주제를 포함한다. 오랫동안 마녀와 연관되어 온 검은 고양이도 할로윈의 흔한 상징이다. 검정색, 주황색, 때로는 보라색이 할로윈의 전통적인 색상이다.

## 트릭 오어 트리팅과 가이징

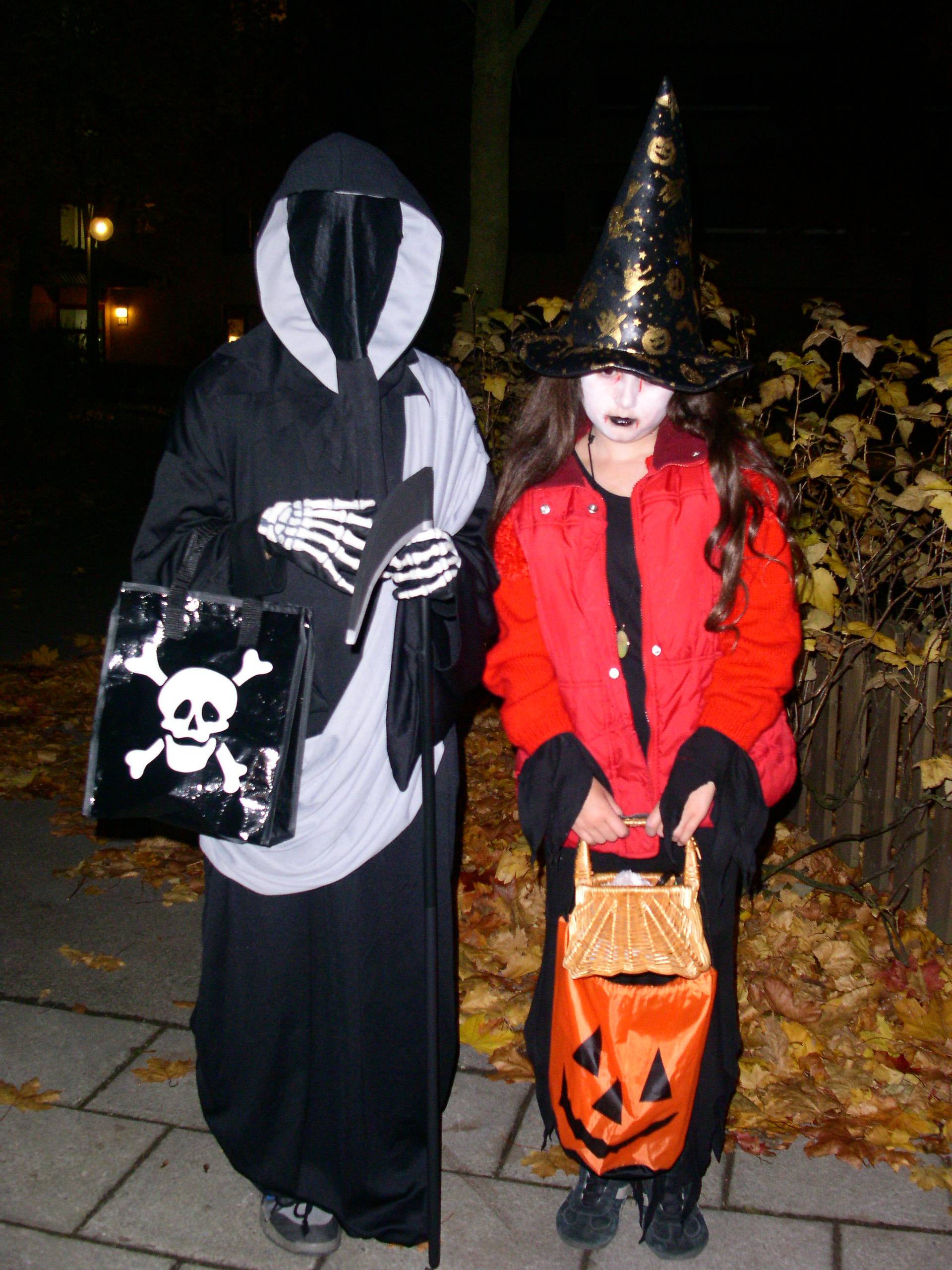
스웨덴의 트릭 오어 트리트 참가자

트릭 오어 트리팅은 할로윈 때 아이들이 행하는 관습적인 축하 행사이다. 아이들은 분장을 하고 집집마다 다니면서 "트릭 오어 트리트?"(Trick or treat?)라고 묻는데, 사탕, 초콜릿, 과자 같은 간식이나 때로는 돈을 달라는 의미이다. 여기서 "트릭"(trick)이라는 말은 간식을 주지 않으면 집주인이나 주인이 가진 재산에 장난을 치겠다는 "위협"(threat)의 의미를 내포한다. 이러한 관습은 소울링과 밀접한 관련이 있는 중세 시대의 머밍 관행에서 유래했다고 한다. 존 핌은 "머밍 연극이 상연되는 많은 축제일이 기독교회에서 기념되었다"고 기록했다. 이러한 축일에는 만성절 전야, 크리스마스, 주현절 전야, 사순절 전 화요일 등이 있다. 독일, 스칸디나비아를 비롯한 유럽의 여러 지역에서 행해진 머밍에는 가장한 사람들이 화려한 옷을 입고 "거리를 행진하고 집집마다 들어가 조용히 춤을 추거나 주사위 놀이를 하는" 행위를 하였다.

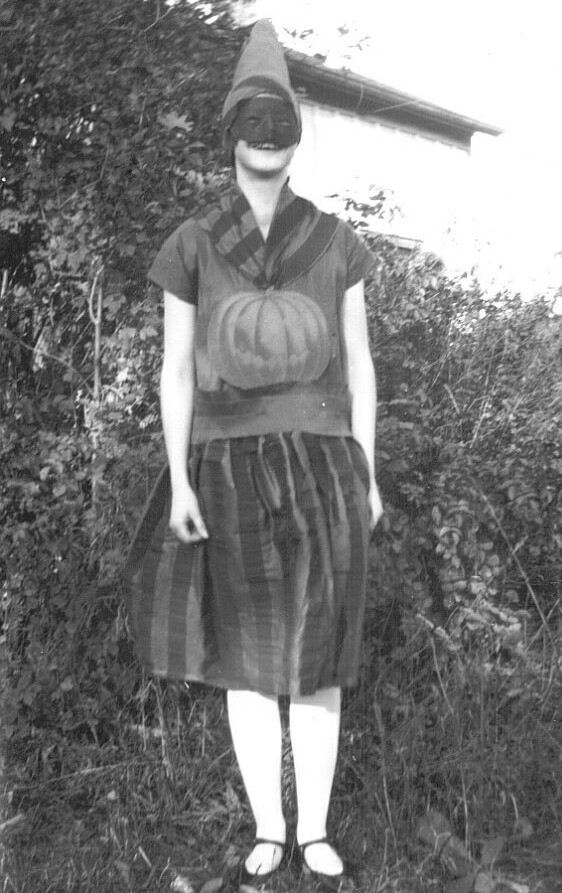
1928년 캐나다 온타리오주의 할로윈 의상을 입은 소녀. 이 주는 북미에서 스코틀랜드의 할로윈 관습인 가이징이 처음 기록된 곳이다.

영국에서는 중세 시대부터 1930년대까지 할로윈에 소울링(souling)이라는 기독교 관습이 행해졌는데, 개신교도와 가톨릭교도를 모두 포함한 소울러들이 교구를 돌아다니며 부자들에게 소울 케이크를 구걸하고, 그 대가로 주는 사람들과 그들의 친구들의 영혼을 위해 기도해 주었다. 필리핀에서는 소울링 관습을 판강갈룰루와(Pangangaluluwa)라고 하며, 시골 지역의 아이들이 만성절 전야에 행한다. 사람들은 영혼을 상징하는 흰 천을 둘러쓰고 집집마다 방문하여 노래를 부르고, 그 대가로 기도와 과자를 받는다.
스코틀랜드와 아일랜드에서는 가이징(guising)이라 하여 아이들이 분장을 하고 집집마다 다니며 음식이나 동전을 받는 세속적인 할로윈 관습이 있다. 1895년 스코틀랜드의 할로윈에서는 가장한 사람들이 속을 파낸 순무로 만든 등불을 들고 집집마다 방문하여 과자, 과일, 돈을 받았다는 기록이 있다. 아일랜드에서는 2000년대까지 아이들이 가장 많이 외치던 문구가 "할로윈 파티를 도와주세요!"(Help the Halloween Party)였다. 북미에서 할로윈 가이징 관습이 처음 기록된 것은 1911년으로, 캐나다 온타리오주 킹스턴의 한 신문에서 아이들이 동네를 돌며 "가이징"을 한다고 보도했다.
매사추세츠주의 미국 역사학자이자 작가인 루스 에드나 켈리는 미국 최초로 할로윈의 역사를 다룬 단행본인 《할로윈의 책》(The Book of Hallowe'en, 1919년)을 저술했으며, "미국의 할로윈"(Hallowe'en in America) 장에서 소울링을 언급했다. 켈리는 자신의 책에서 대서양 건너에서 전해진 관습들을 다루며 이렇게 말했다. "미국인들은 이러한 관습들을 발전시켜 왔으며, 이 행사를 해외에서 전성기를 누렸을 때와 비슷한 것으로 만들어가고 있다. 미국의 모든 할로윈 관습은 다른 나라들의 것을 직접 차용하거나 각색한 것이다."
북미에서 "가이징"에 대한 첫 언급은 1911년에 있었지만, 할로윈의 구걸 의식에 대한 또 다른 언급이 1915년에 알려지지 않은 장소에서 등장했고, 세 번째 언급은 1920년 시카고에서 있었다. "트릭 오어 트리트"라는 용어가 인쇄물에 처음 등장한 것은 1927년 캐나다 앨버타주의 《블래키 헤럴드》(Blackie Herald)에서였다.

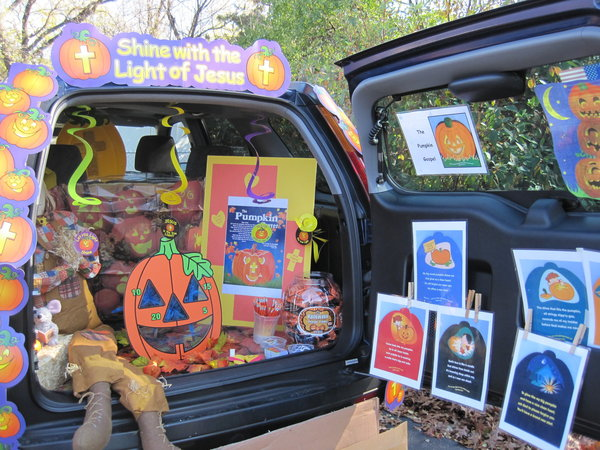
일리노이주 대리언의 세인트 존 루터 교회 및 조기 교육 센터에서 열린 트렁크 오어 트리트 행사에서의 자동차 트렁크

20세기 초부터 1920년대 사이에 제작된 수천 장의 할로윈 엽서들은 보통 아이들은 보여주지만 트릭 오어 트리팅하는 모습은 보여주지 않는다. 트릭 오어 트리팅은 1930년대가 되어서야 북미에서 광범위한 관행이 된 것으로 보이는데, 미국에서는 이 용어가 1934년에 처음 등장했으며, 전국적인 출판물에는 1939년에 처음 사용되었다.
트릭 오어 트리팅의 인기 있는 변형인 트렁크 오어 트리팅[trunk-or-treating, 또는 할로윈 테일게이팅(Halloween tailgating)]은 "교회 주차장이나 때로는 학교 주차장에 주차된 자동차의 트렁크에서 아이들에게 간식을 제공하는 방식"이다. 트렁크 오어 트리트 행사에서는 각 자동차의 트렁크(짐칸)가 어린이 문학, 영화, 성경 구절, 직업 역할 등 특정한 주제로 장식된다. 트렁크 오어 트리팅은 집집마다 방문하는 것보다 더 안전하다고 여겨지는 점에서 부모들의 공감을 얻고 있으며, "집들이 800미터씩 떨어져 있는 시골의 난제를 해결한다"는 점에서 인기가 높아지고 있다.

## 의상

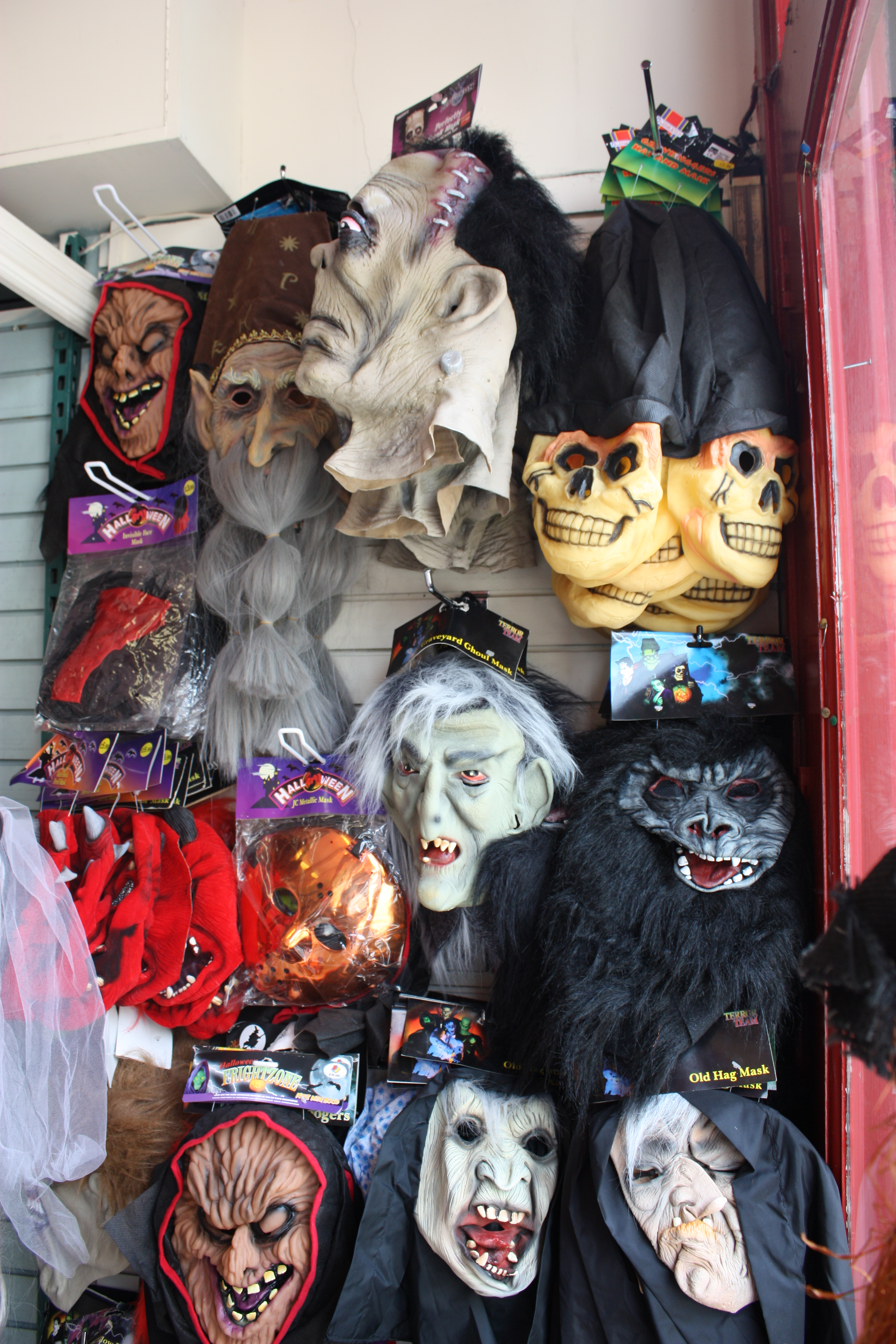
북아일랜드 데리의 가면을 판매하는 할로윈 상점

할로윈 의상은 전통적으로 흡혈귀, 유령, 해골, 무서운 모습의 마녀, 악마와 같은 존재들을 본떠 만들어졌다. 시간이 흐르면서 의상의 선택 범위는 소설 속 인기 캐릭터, 유명인, 닌자나 공주와 같은 일반적인 전형적 캐릭터들까지 확장되었다.
19세기 후반에는 스코틀랜드와 아일랜드에서 할로윈 때 의상을 입고 "가이징"(guising)을 하는 것이 널리 퍼져 있었다. 스코틀랜드 용어인 "가이징"은 아이들이 입는 변장이나 의상에서 유래했다. 아일랜드와 스코틀랜드에서는 이러한 가면을 '가짜 얼굴'(false faces)이라고 하는데, 1890년 스코틀랜드 에어에서 한 스코틀랜드인이 가이저들을 묘사하며 기록한 용어이다. "할로윈이라는 걸 알았지... 꼬마 사내아이들이 벌써 시작했더군. 가짜 얼굴을 쓰고 손에는 작은 순무 등불을 들고 이리저리 뛰어다니고 있었지." 미국에서는 20세기 초에 할로윈 파티에서 의상을 입는 것이 인기를 얻었는데, 이는 아이들만큼이나 어른들 사이에서도 유행했으며, 1920년대와 1930년대에 캐나다와 미국에서 트릭 오어 트리팅이 인기를 얻을 때도 마찬가지였다.
에디 J. 스미스는 자신의 저서 《할로윈, 신성한 그대의 이름》(Halloween, Hallowed is Thy Name)에서 만성절 전야에 의상을 입는 것에 대한 종교적 관점을 제시하며, "한때 우리에게 두려움과 공포를 주었던" 존재들로 분장함으로써 사람들이 "구세주에 의해 그 왕국이 약탈당한" 사탄을 조롱할 수 있다고 제안했다. 해골과 죽은 자들의 이미지는 '메멘토 모리'(죽음을 기억하라)로서 사용되는 전통적인 장식물이다.

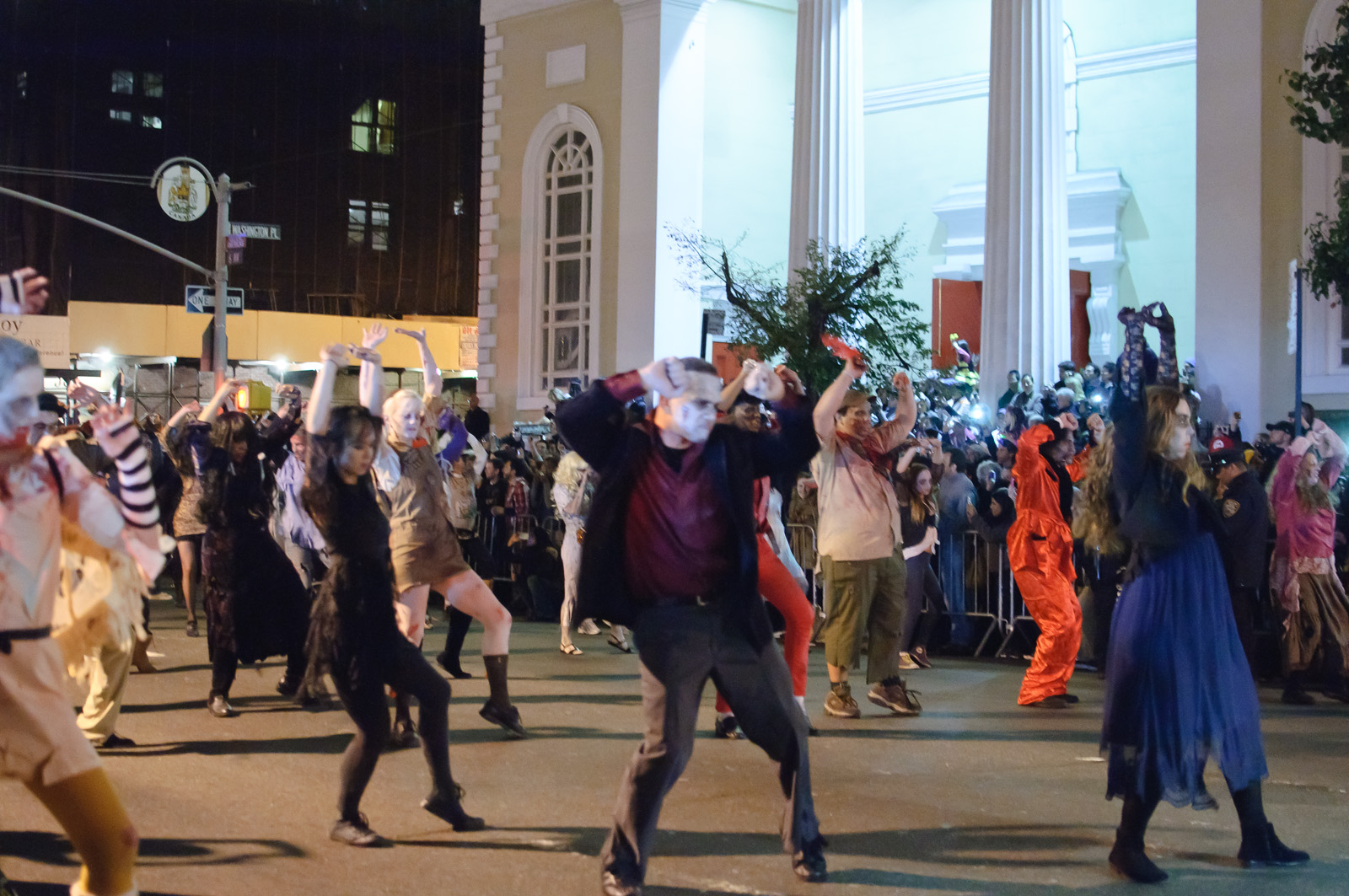
맨해튼 그리니치빌리지에서 열리는 연례 뉴욕 할로윈 퍼레이드는 세계 최대의 할로윈 퍼레이드로, 매년 수백만 명의 관중이 모인다.

"유니세프를 위한 트릭 오어 트리트"는 개발도상국 아동들에게 인도주의적 지원을 제공하는 유엔 프로그램인 유니세프를 지원하기 위한 모금 프로그램이다. 1950년 필라델피아 북동부의 한 지역 행사로 시작하여 1952년에 전국적으로 확대된 이 프로그램은 학교(또는 현대에는 홀마크와 같은 기업 후원자들이 인가된 매장에서)가 트릭 오어 트리트를 하는 아이들에게 작은 상자를 나눠주어 방문하는 집에서 잔돈을 기부받을 수 있게 하는 것이다. 프로그램이 시작된 이래로 아이들이 유니세프를 위해 모금한 금액은 1억 1,800만 달러가 넘는 것으로 추정된다. 캐나다에서는 2006년에 유니세프가 안전과 행정상의 우려를 이유로 할로윈 모금 상자를 중단하기로 결정했다가, 학교들과의 협의를 거쳐 프로그램을 재설계했다.
연례 뉴욕 빌리지 할로윈 퍼레이드는 1974년에 시작되었다. 이는 세계 최대의 할로윈 퍼레이드이자 미국 유일의 주요 야간 퍼레이드로, 6만 명 이상의 의상을 입은 참가자들과 2백만 명의 관중, 그리고 전 세계 TV 시청자들을 끌어모은다.
2010년대 후반부터 미국에서는 민족적 고정관념을 표현하는 의상들이 점점 더 많은 검토를 받고 있다.

### 반려동물 의상
전국소매업연맹의 2018년 보고서에 따르면, 2018년에 3천만 명의 미국인들이 반려동물을 위한 할로윈 의상에 약 4억 8천만 달러를 지출할 것으로 예상되었다. 이는 2010년의 예상치인 2억 달러에서 증가한 수치이다. 반려동물을 위한 가장 인기 있는 의상은 호박이며, 그 다음으로 핫도그, 세 번째로 꿀벌이 있다.

## 놀이과 활동

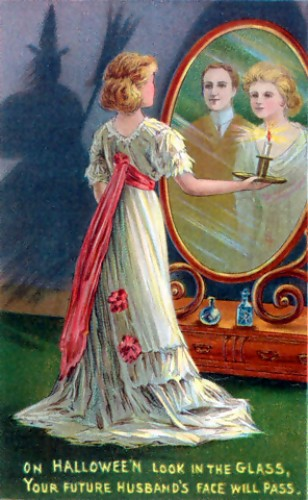
1904년의 이 할로윈 인사 카드에는 점술이 묘사되어 있다. 어두운 방에서 거울을 들여다보는 젊은 여성이 미래의 배우자의 모습을 잠깐이나마 볼 수 있기를 희망하고 있다.

할로윈과 전통적으로 연관된 여러 놀이들이 있다. 이러한 놀이들 중 일부는 특히 죽음, 결혼, 자녀와 관련하여 자신의 미래를 예견하는 점술 의식이나 방법으로 시작되었다. 중세에는 이러한 의식들이 "매우 심각한" 행위로 여겨져 시골 공동체에서 "소수"만이 행했다. 최근 수세기 동안 이러한 점술 놀이들은 아일랜드와 영국에서 "가정 축제의 일반적인 특징"이 되었다. 이들은 주로 사과와 개암을 놀이에 사용한다. 켈트 신화에서 사과는 저승 및 불멸과 강하게 연관되었으며, 개암은 신성한 지혜와 연관되었다. 일부에서는 이러한 관습들이 포모나를 기념하는 로마의 관행에서 유래했다고 주장한다.

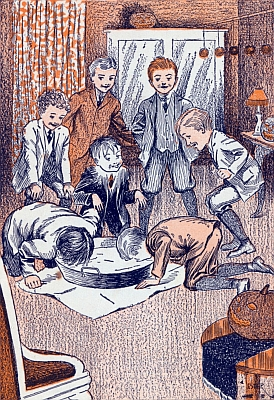
할로윈에 애플 보빙을 하는 아이들

다음의 활동들은 17-20세기 아일랜드와 영국의 할로윈에서 흔히 볼 수 있는 특징이었다. 일부는 더욱 널리 퍼져 오늘날까지도 인기를 유지하고 있다. 일반적인 놀이 중 하나는 애플 보빙 또는 던킹(apple bobbing 또는 dunking, 스코틀랜드에서는 "두킹"이라고도 함)인데, 물이 담긴 통이나 큰 대야에 사과를 띄워놓고 참가자들이 이빨만을 사용하여 대야에서 사과를 건져내야 하는 것이다. 던킹의 변형으로는 의자에 무릎을 꿇고 이빨 사이에 포크를 물고 사과를 찍으려 하거나, 사과에 동전을 박아 넣고 참가자들이 이빨로 이를 제거해야 하는 것이 있다. 또 다른 일반적인 놀이는 당밀이나 시럽을 바른 스콘을 줄에 매달아 놓고 손을 사용하지 않은 채 줄에 매달린 상태로 먹어야 하는 것인데, 이렇게 하면 필연적으로 얼굴이 끈적끈적해지게 된다. 비슷한 놀이로는 동전이 박힌 사과를 줄에 매달아 놓고 손을 사용하지 않고 동전을 제거해야 하는 것이 있다. 한때 인기 있었던 또 다른 놀이는 머리 높이의 천장에 작은 나무 막대를 매달아 한쪽 끝에는 켜진 초를, 다른 쪽 끝에는 사과를 매다는 것이다. 막대를 돌리고 모든 사람이 차례로 이빨로 사과를 잡으려 시도한다.

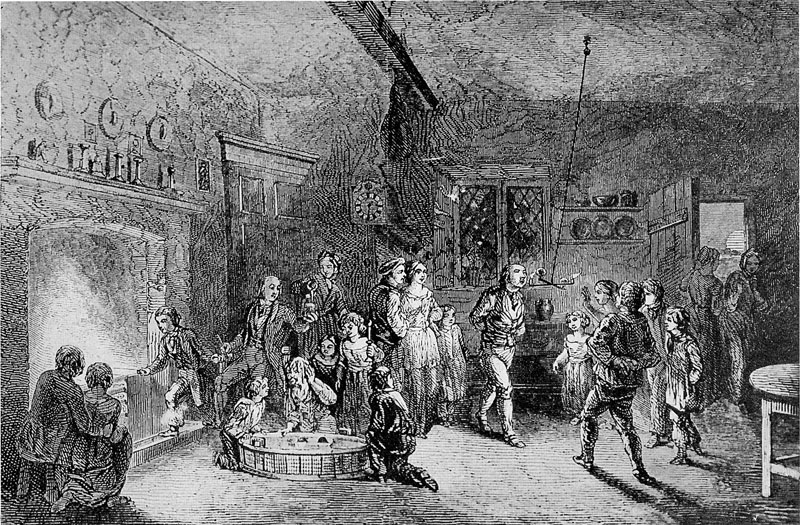
개암 굽기와 같은 여러 할로윈 활동을 보여주는 《할로윈의 책》(Book of Hallowe'en, 1919년)의 이미지

아일랜드와 영국의 전통적인 활동들 중 몇 가지는 미래의 파트너나 배우자를 예견하는 것과 관련이 있다. 사과를 한 번에 길게 껍질을 벗겨 어깨 너머로 던지면, 그 껍질이 미래 배우자 이름의 첫 글자 모양으로 떨어질 것이라고 믿었다. 불 근처에서 두 개의 개암을 구웠는데, 하나는 굽는 사람의 이름을, 다른 하나는 그들이 원하는 사람의 이름을 붙였다. 견과가 열기에서 튀어 오르면 나쁜 징조이지만, 조용히 구워지면 좋은 짝이 될 것을 예견한다. 소금을 넣은 귀리 배넉을 구워서 세 입에 먹고 물을 마시지 않은 채 조용히 잠자리에 들면, 꿈에서 미래의 배우자가 갈증을 해소하기 위해 음료를 건네줄 것이라고 한다. 미혼 여성들은 할로윈 밤에 어두운 방에서 거울을 들여다보면 미래 남편의 얼굴이 거울에 나타날 것이라는 말을 들었다. 이 관습은 19세기 말과 20세기 초의 인사 카드에 기념될 만큼 널리 퍼져 있었다.
또 다른 인기 있는 아일랜드 놀이는 '푸이시니'(púicíní , "눈가리개")로 알려져 있었다. 한 사람이 눈을 가린 채 여러 잔받침 중 하나를 선택하면, 잔받침에 담긴 물건이 그들의 미래에 대한 힌트를 제공했다. 반지는 곧 결혼할 것을, 점토는 아마도 1년 내에 죽을 것을, 물은 이민을 갈 것을, 로사리오 묵주는 성직 서원을 할 것을(수녀, 사제, 수도사 등이 될 것을), 동전은 부자가 될 것을, 콩은 가난할 것을 의미했다. 이 놀이는 제임스 조이스의 단편 소설 《진흙》(Clay, 1914년)에서 중요하게 다뤄진다.

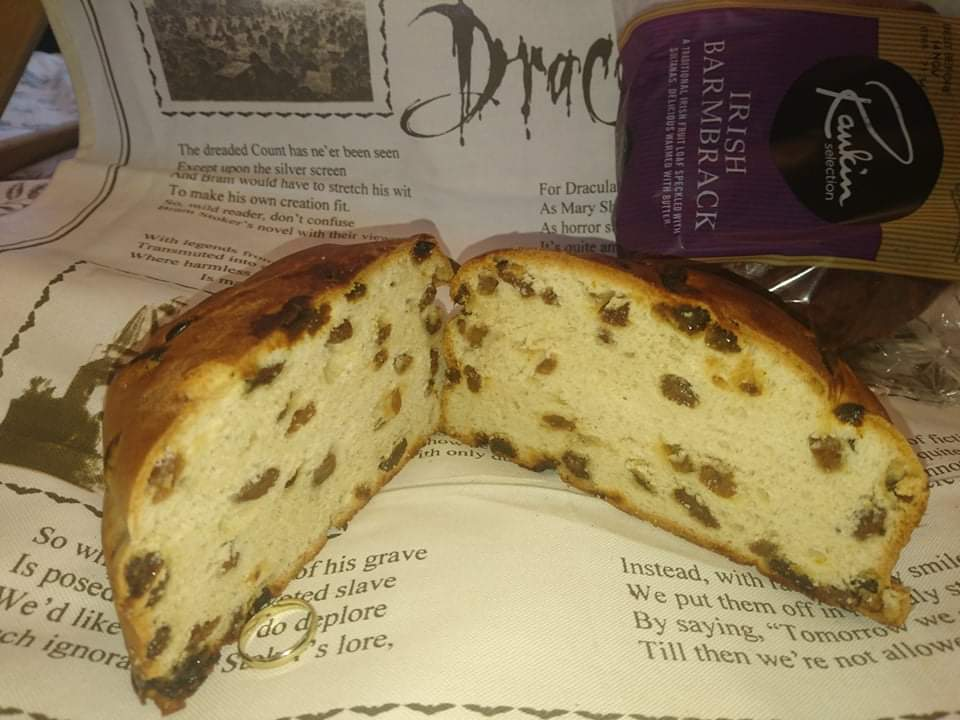
2020년 할로윈의 밤브랙(안에서 발견된 반지가 보임)

아일랜드와 스코틀랜드에서는 보통 케이크, 밤브랙, 크라나칸, 챔프, 칼 캬넌과 같은 음식에 물건들을 숨겨두고 무작위로 나누어 주었다. 발견한 물건에 따라 그 사람의 미래가 예견되었다. 예를 들어, 반지는 결혼을, 동전은 부를 의미했다.
19세기까지 스코틀랜드, 웨일스, 브르타뉴의 일부 지역에서는 할로윈 모닥불도 점술에 사용되었다. 불이 꺼지면 재 속에 각 사람을 위한 돌로 원을 만들어 놓았다. 아침에 어떤 돌이 제자리에 없으면 그 돌이 상징하는 사람이 그해를 넘기지 못할 것이라고 했다. 멕시코에서는 아이들이 제단을 만들어 죽은 아이들의 영혼(앙헬리토스)이 돌아오도록 초대한다.
유령 이야기를 하고, 할로윈 테마의 노래를 듣고, 공포 영화를 보는 것은 할로윈 파티의 일반적인 요소이다. 텔레비전 시리즈의 에피소드와 할로윈 테마의 특집 방송(특집은 주로 아이들을 대상으로 함)이 할로윈 당일이나 그 이전에 방영되는 것이 일반적이며, 새로운 공포 영화들은 이 휴일을 이용하기 위해 주로 할로윈 이전에 개봉된다.

## 유령의 집

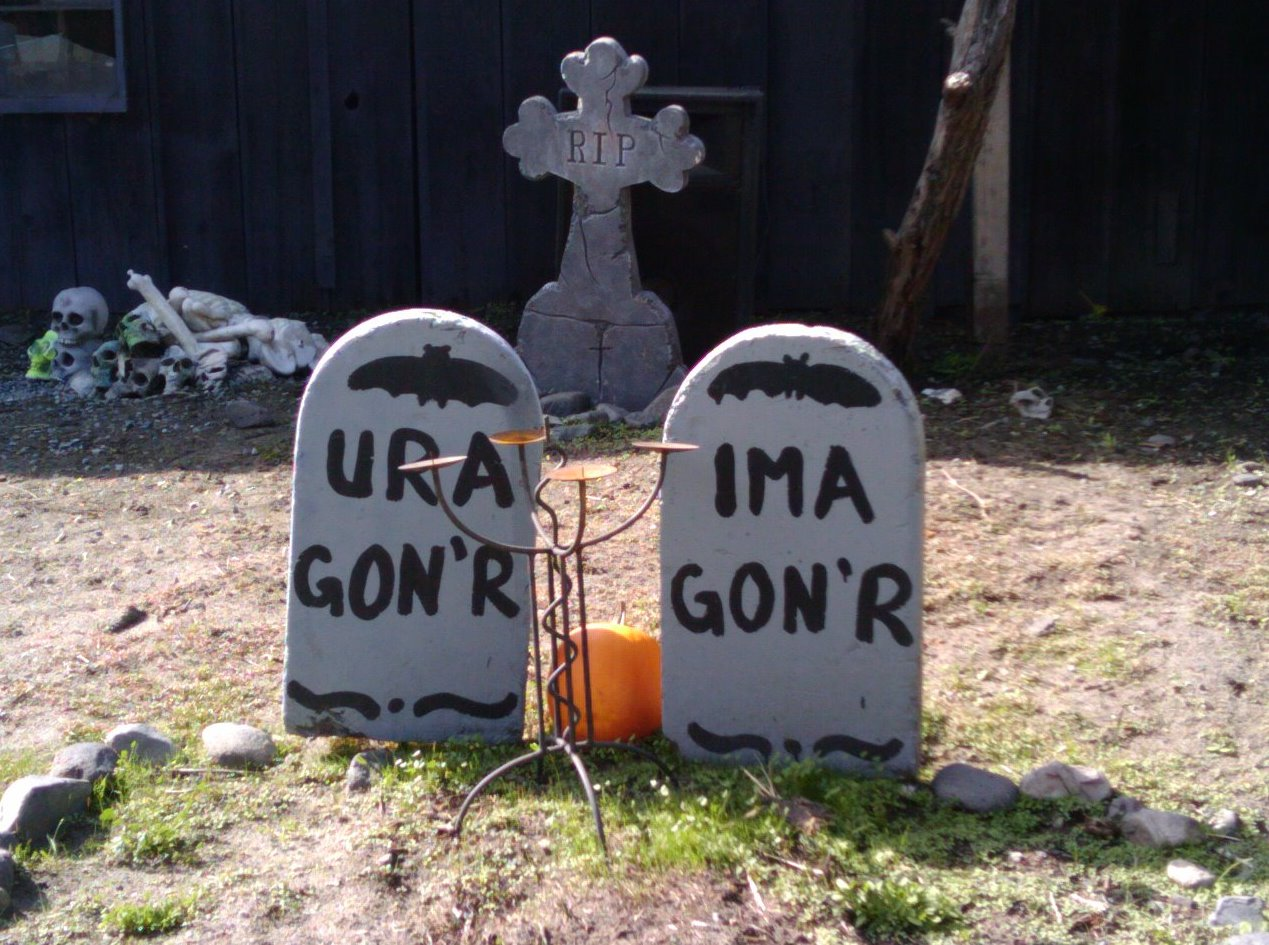
캘리포니아의 한 집 앞에 있는 유머러스한 묘비들

유령의 집은 관객들에게 스릴과 공포를 선사하기 위해 설계된 엔터테인먼트 시설이다. 대부분의 어트랙션은 계절성 할로윈 사업으로, 유령의 집, 옥수수 미로, 건초 마차 등의 유형이 있으며, 이 산업이 성장함에 따라 특수 효과의 정교함도 높아졌다.
최초로 기록된 목적성 유령의 집은 1915년 잉글랜드 리푹에 문을 연 오튼 앤 스푸너 고스트 하우스였다. 이 어트랙션은 실제로 증기로 작동하는 카니발 펀하우스와 가장 유사했다. 이 건물은 현재도 홀리콤 스팀 컬렉션에 존재한다.
미국에서 할로윈 테마의 유령의 집이 처음 등장한 것은 1930년대로, 트릭 오어 트리트가 시작된 시기와 비슷했다. 1950년대 후반에 이르러 유령의 집이 주요 어트랙션으로 등장하기 시작했는데, 처음에는 캘리포니아에 집중되었다. 아동 건강 가정 청년 보조회가 후원하는 샌 마테오 유령의 집이 1957년에 문을 열었다. 샌 버나디노 지원 연맹 유령의 집은 1958년에 문을 열었다. 1962년과 1963년에는 전국적으로 유령의 집이 등장하기 시작했다. 1964년에는 샌 마테오 유령의 집과 인디애나폴리스의 어린이 박물관 유령의 집이 문을 열었다.
미국 문화의 상징으로서 유령의 집은 1969년 8월 12일 디즈니랜드에 문을 연 헌티드 맨션의 개장으로 인정받게 되었다. 너츠베리팜은 1973년에 문을 연 너츠 스케어리 팜이라는 자체 할로윈 야간 어트랙션을 운영하기 시작했다. 복음주의 기독교인들은 1972년에 최초의 "헬 하우스"(hell house, 지옥의 집) 중 하나를 열면서 이러한 어트랙션의 한 형태를 채택했다.
비영리 단체가 운영한 최초의 할로윈 유령의 집은 1970년 오하이오주 클리프턴의 시카모어디어 파크 제이시스가 제작했으며, 신시내티의 AM 라디오 방송국인 WSAI가 공동 후원했다. 이 유령의 집은 1982년까지 운영되었다. 다른 제이시스들도 오하이오 유령의 집의 성공을 따라 자신들만의 버전을 만들었다. 마치 오브 다임스는 1976년에 "마치 오브 다임스를 위한 미니 유령의 집"(Mini haunted house for the March of Dimes)의 저작권을 등록하고 곧이어 지역 지부를 통해 유령의 집을 운영하며 기금을 모으기 시작했다. 1980년대 어느 시점에 이러한 형태의 행사에 대한 전국적 지원을 중단한 것으로 보이지만, 일부 마치 오브 다임스 유령의 집은 오늘날까지 지속되고 있다.
1984년 5월 11일 저녁, 뉴저지 주 잭슨 타운십의 식스 플래그스 그레이트 어드벤처에 있는 헌티드 캐슬에서 화재가 발생했다. 이 화재로 8명의 청소년이 목숨을 잃었다. 이 비극에 대한 반작용으로 전국의 어트랙션에 대한 안전, 건축 법규, 점검 빈도와 관련된 규제가 강화되었다. 특히 비영리 어트랙션과 같은 소규모 시설들은 재정적으로 경쟁할 수 없게 되었고, 자금을 더 잘 조달받은 상업적 기업들이 그 공백을 메웠다. 한때 임시 시설로 간주되어 규제를 피할 수 있었던 시설들이 이제는 영구 어트랙션에 요구되는 더 엄격한 법규를 준수해야 했다.
1980년대 후반과 1990년대 초반, 테마파크는 할로윈 사업에서 주목할 만한 존재가 되었다. 식스 플래그 프라이트 페스트는 1986년, 유니버설 스튜디오 플로리다는 1991년에 할로윈 호러 나이트를 시작했다. 너츠 스케어리 팜은 문화 행사로서의 할로윈에 대한 미국의 집착으로 1990년대에 관람객이 급증했다. 테마파크들은 이 휴일을 세계화하는 데 주요한 역할을 했다. 유니버설 스튜디오 싱가포르와 유니버설 스튜디오 재팬도 참여하고 있으며, 디즈니는 현재 미국뿐만 아니라 파리, 홍콩, 도쿄의 놀이공원에서도 미키의 낫 소 스케어리 할로윈 파티 행사를 개최하고 있다. 테마파크 할로윈 행사는 규모와 관람객 수에서 단연 최대 규모이다.

## 음식

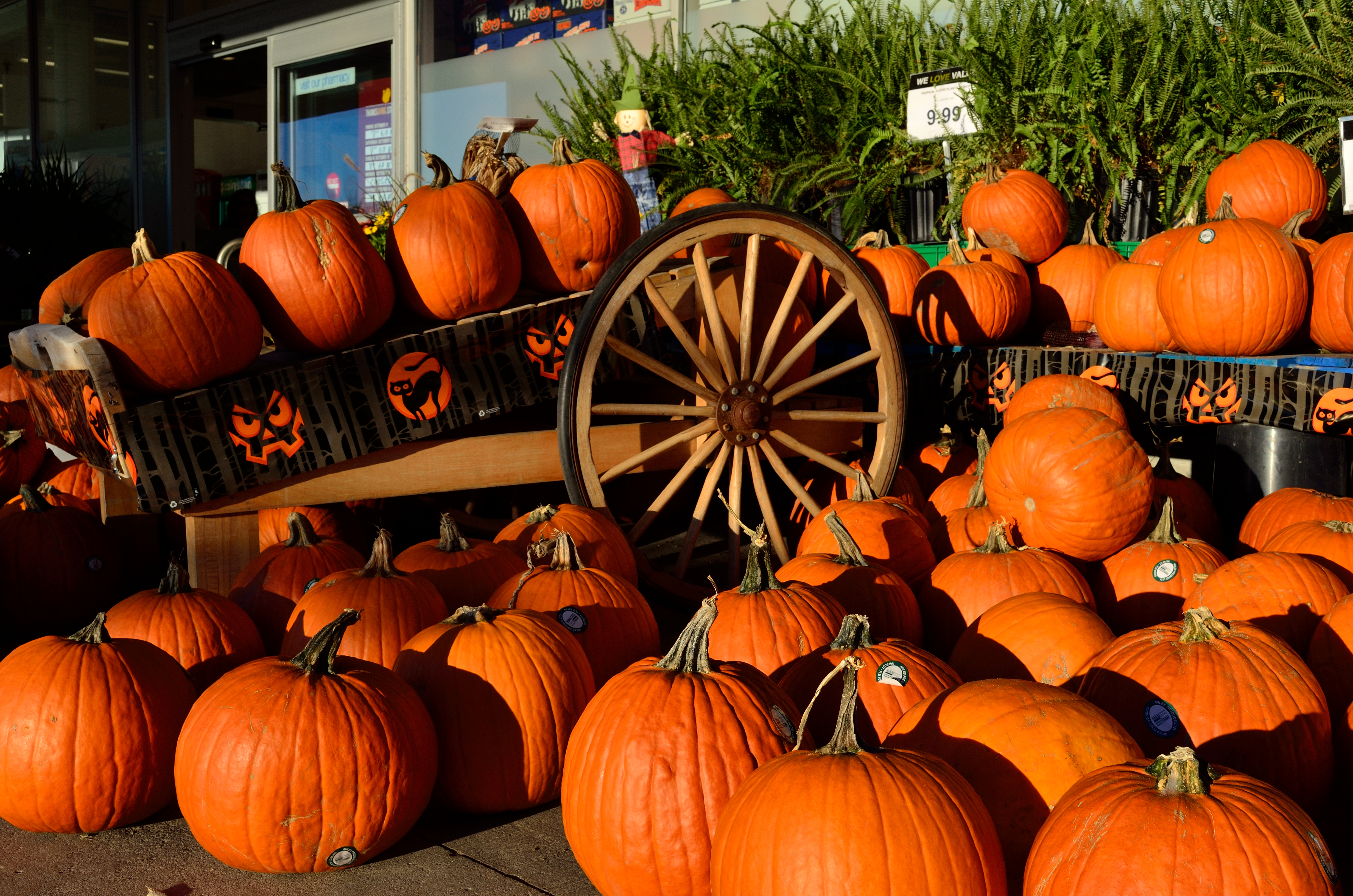
할로윈 기간에 판매되는호박들

만성절 전야에 많은 서방 기독교 교파들은 육식을 금하도록 권장하여, 이 날과 관련된 다양한 채식 음식이 생겨났다.

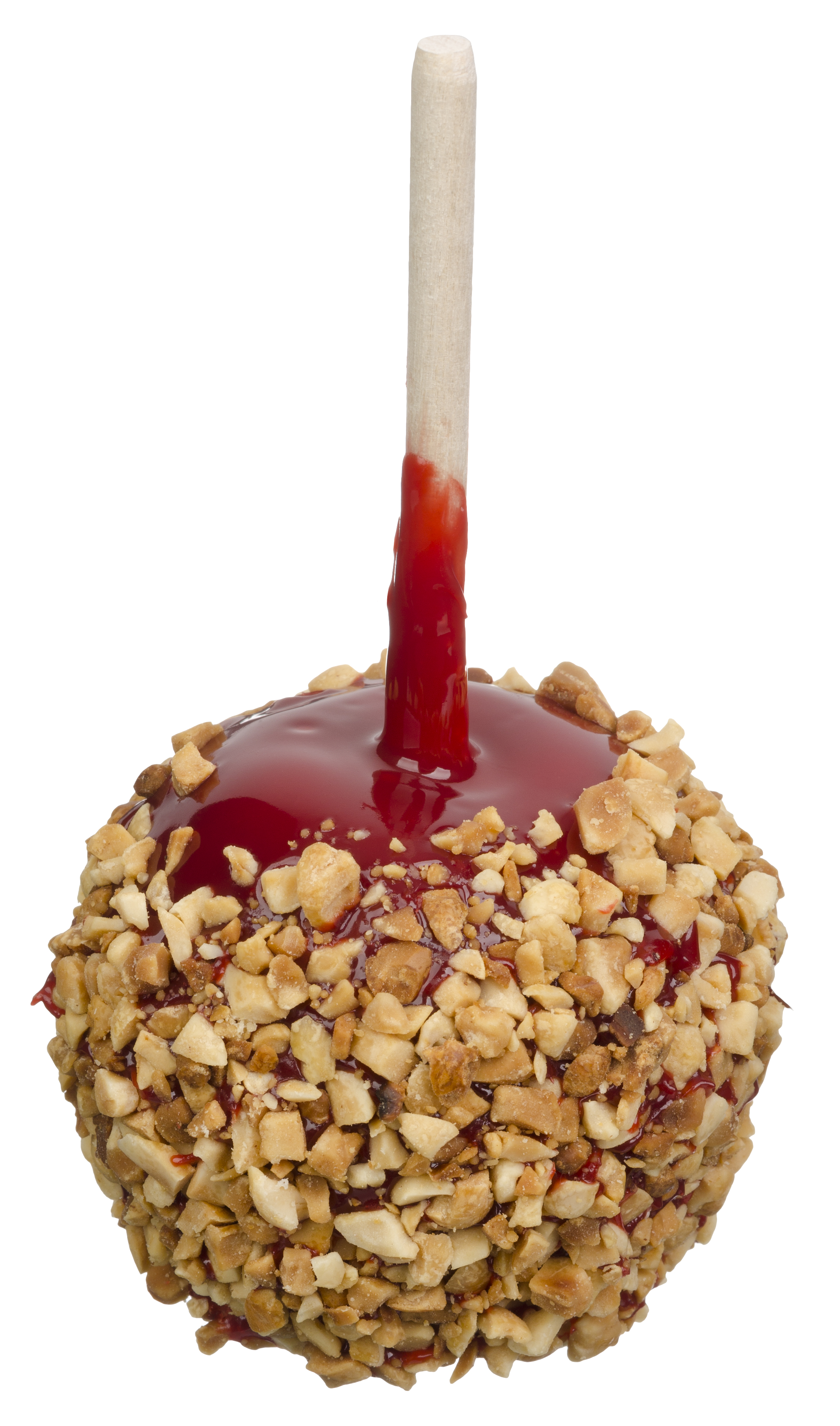
캔디 애플

북반구에서 할로윈이 연례 사과 수확 직후에 찾아오기 때문에, 캔디 애플(북미 이외 지역에서는 토피 애플로 알려짐), 캐러멜 애플, 태피 애플은 사과 전체를 끈적끈적한 설탕 시럽에 굴린 다음 견과류를 묻히기도 하여 만드는 일반적인 할로윈 간식이다.
한때 트릭 오어 트리팅을 하는 아이들에게 캔디 애플을 주는 것이 일반적이었으나, 미국에서 일부 사람들이 사과에 핀이나 면도날 같은 물건을 박아넣었다는 광범위한 소문이 퍼지면서 이러한 관행은 급속히 쇠퇴했다. 그러한 사건들의 증거가 있기는 하지만, 이러한 사례들의 보도 정도에 비해 실제로 악의적인 행위와 관련된 사례는 극히 드물었으며 심각한 부상으로 이어진 적은 없었다. 그럼에도 불구하고 많은 부모들은 대중 매체 때문에 그러한 극악무도한 행위가 만연해 있다고 생각했다. 공포가 절정에 달했을 때, 일부 병원에서는 변조의 증거를 찾기 위해 아이들의 할로윈 전리품을 무료로 X선 촬영해주기도 했다. 알려진 몇 안 되는 사탕 독살 사건들 중 사실상 모든 사건이 부모가 자신의 자녀의 사탕을 독살한 경우였다.
현대 아일랜드에서 지속되는 관습 중 하나는 밤브랙을 굽는 것(또는 요즘에는 더 자주 구매하는 것)인데, 이는 가벼운 과일 케이크로, 구워내기 전에 평범한 반지, 동전, 기타 부적들을 넣는다. 이것을 찾은 사람이 행운아로 여겨진다. 또한 반지를 얻은 사람은 다가오는 해에 진정한 사랑을 찾을 것이라고도 한다. 이러한 관습은 주현절의 킹 케이크 전통과 유사하다. 할로윈을 앞두고 기업들도 할로윈 테마의 음식을 생산하는데, 예를 들어 캐드베리는 으스스한 포장의 구 헤드(크림 에그와 유사)를 출시한다.

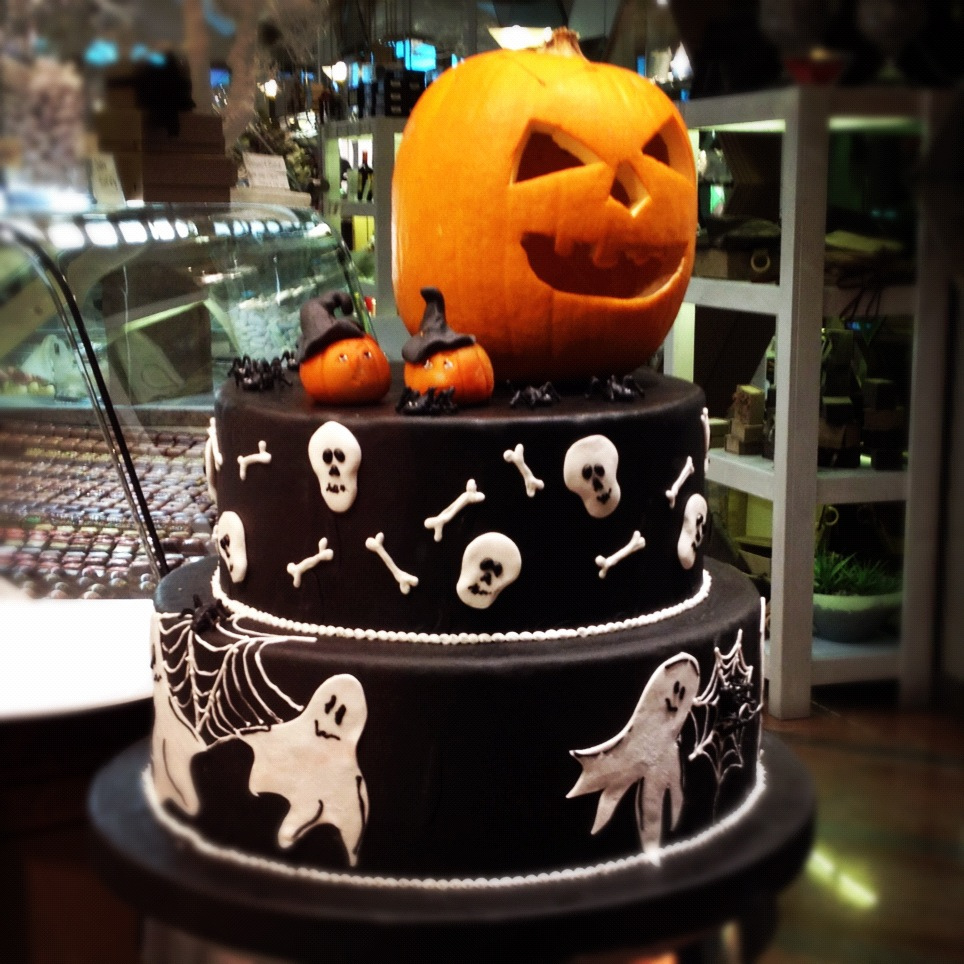
유령, 거미줄, 해골과 긴 뼈, 거미로 장식된 할로윈 케이크. 케이크 위에는 잭오랜턴이 올려져 있다.

케이크와 같은 음식들은 파티와 행사를 위해 흔히 할로윈 색상(일반적으로 검정색, 주황색, 보라색)과 모티프로 장식된다. 인기 있는 주제로는 호박, 거미, 신체 부위 등이 있다.
할로윈과 관련된 음식 목록:
- 밤브랙(아일랜드)
- 본파이어 토피(영국)
- 캔디 애플/토피 애플(영국과 아일랜드)
- 캔디 애플, 캔디 콘, 캔디 펌킨(북미)
- 몽키 넛(껍질째 있는 땅콩, 아일랜드와 스코틀랜드)
- 캐러멜 애플
- 캐러멜 콘
- 칼 캬넌(아일랜드, 아래 참조)
- 과자/사탕/초콜릿, 흔히 해골, 호박, 박쥐 등의 독특한 모양
- 구운 호박씨
- 구운 사탕옥수수
- 소울 케이크
- 호박 파이

## 기독교 의식

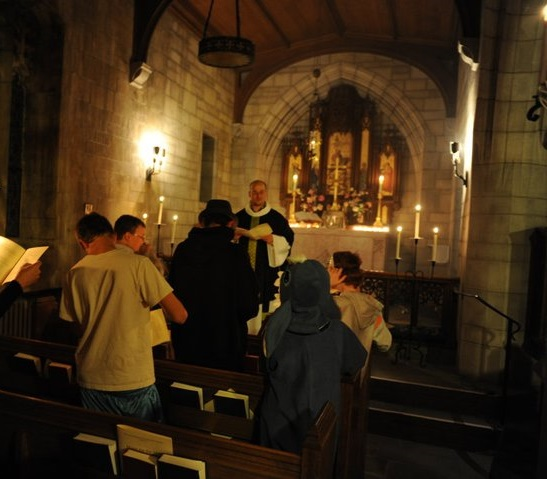
만성절 전야(할로윈)에 성공회 교회에서 모든 성인 전야 예배가 거행되고 있다.

할로윈(만성절 전야)에 폴란드에서는 신자들이 숲을 걸으면서 소리 내어 기도하도록 가르침을 받았는데, 이는 죽은 자들의 영혼이 위안을 찾을 수 있도록 하기 위함이었다. 스페인의 작은 마을들에서는 기독교 사제들이 교회 종을 울려 신도들에게 만성절 전야에 죽은 자들을 기억하도록 상기시킨다. 아일랜드와 캐나다의 이민자들 사이에서는 기독교적 금욕 관행이 포함된 관습이 있는데, 이는 만성절 전야를 육식이 없는 날로 지키고 대신 팬케이크나 칼 캬넌을 먹는 것이다.
기독교회는 전통적으로 철야 예배를 통해 할로윈을 지켰다. 예배자들은 기도와 금식으로 다음 날의 만성절 축제를 준비했다. 이 교회 예배는 모든 성인 전야 예배(Vigil of All Hallows) 또는 만성절 전야 예배(Vigil of All Saints)로 알려져 있다. '빛의 밤'(Night of Light)이라는 운동은 만성전 전야 예배를 기독교계 전체로 더욱 확산시키고자 한다. 예배 후에는 "적절한 축제와 오락"이 이어지고, 묘지나 공동묘지를 방문하여 만성절을 준비하며 꽃과 초를 놓는 것이 일반적이다. 잉글랜드에서는 교회들이 할로윈 예배 후에 예수를 세상의 빛으로 강조하는 빛의 파티를 조직한다. 핀란드에서는 만성절 전야에 많은 사람들이 봉헌 초를 켜기 위해 묘지를 방문하기 때문에, 이를 "발로메리"(valomeri) 또는 "빛의 바다"라고 부른다.

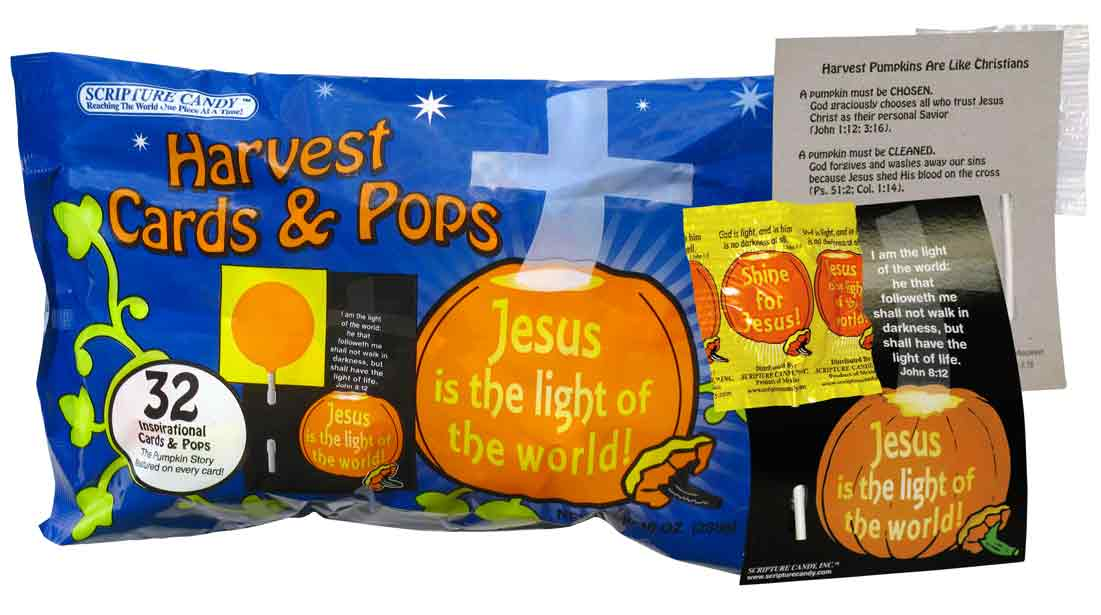
복음서 구절이 적힌 할로윈 성경 사탕

오늘날 할로윈에 대한 기독교인들의 태도는 다양하다. 성공회에서는 일부 교구가 만성절 전야와 관련된 기독교 전통을 강조하기로 선택했다. 이러한 관행에는 기도, 금식, 예배 참석 등이 포함된다.
오 우리의 주 하나님, 우리는 기도하나이다. 당신의 은혜의 선물을 우리에게 더하시고 늘리소서. 당신의 모든 성인의 영광스러운 축제를 미리 행하는 우리가 모든 덕스럽고 경건한 삶에서 그들을 기쁘게 따를 수 있도록 당신께서 우리를 능하게 하소서. 성령과의 일치 안에서 살아계시고 다스리시는 우리 주 예수 그리스도를 통하여 구하나이다. 아멘. —성공회 기도서의 모든 성인 전야 기도문

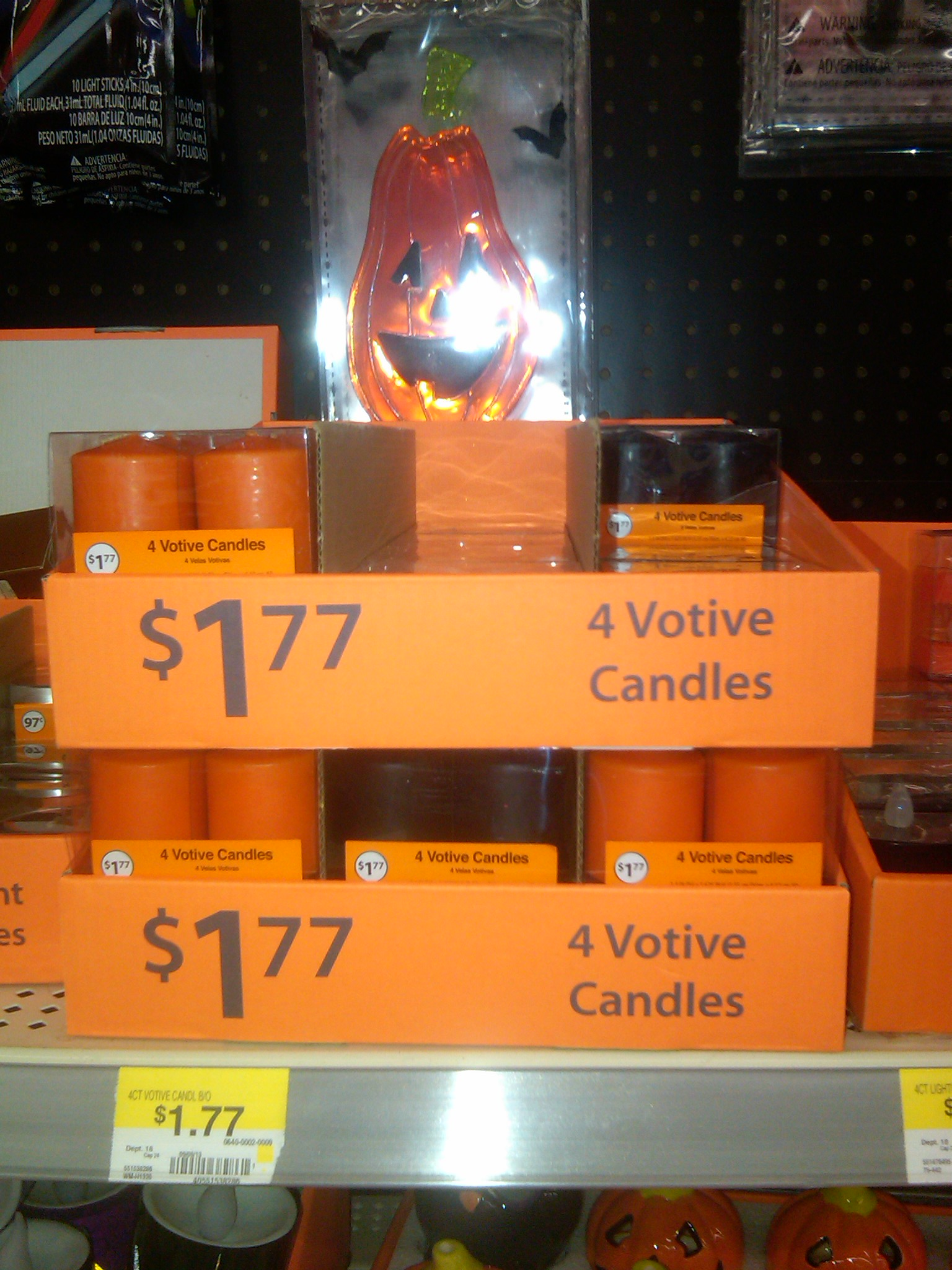
월마트의 할로윈 코너에 있는 봉헌 초들

다른 개신교 기독교인들은 만성절 전야를 종교개혁기념일로도 기념하는데, 만성절 전야와 함께 또는 독립적으로 개신교 종교 개혁을 기억하는 날이다. 마르틴 루터가 만성절 전야에 비텐베르크의 모든 성인 교회에 95개조 반박문을 못박았다고 전해지기 때문이다. 흔히 만성절 전야에는 "수확제" 또는 "종교개혁제"가 열리며, 여기서 아이들은 성경 속 인물이나 종교 개혁가로 분장한다. 많은 기독교인들은 할로윈에 트릭 오어 트리팅을 하는 아이들에게 사탕을 나눠주는 것 외에도 복음 전도지를 제공한다. 미국 전도지 협회라는 한 단체는 할로윈 행사를 위해 협회로부터만 약 3백만 개의 복음 전도지가 주문된다고 밝혔다. 또 다른 이들은 이날 아이들에게 나눠줄 할로윈 테마의 성경 사탕을 주문한다.

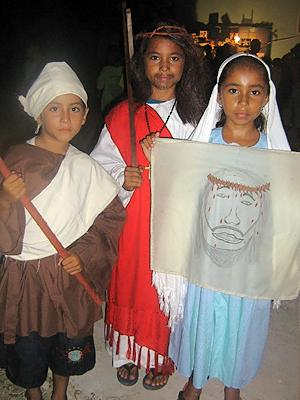
성경 속 인물과 기독교 성인으로 분장한 벨리즈 아이들

일부 기독교인들은 현대의 할로윈 축하가 이교주의, 오컬트, 또는 그들의 신념과 양립할 수 없다고 여겨지는 다른 관행과 문화 현상을 하찮게 여기거나 기념한다고 생각하기 때문에 우려를 표한다. 로마의 구마사제인 가브리엘레 아모르트 신부는 "영국과 미국의 아이들이 일 년에 하루 마녀와 악마로 분장하는 것을 좋아한다면 그것은 문제가 되지 않는다. 단순한 놀이라면 거기에는 해로움이 없다"고 말했다. 최근 들어 로마 가톨릭 보스턴 대교구는 할로윈에 "성인 축제"를 조직하고 있다. 마찬가지로 많은 현대 개신교회들은 할로윈을 아이들을 위한 재미있는 행사로 보고, 아이들과 부모들이 분장을 하고 게임을 하며 무료로 사탕을 받을 수 있는 행사를 교회에서 개최한다. 이러한 기독교인들에게 할로윈은 아이들의 영적 생활에 어떠한 위협도 되지 않는다. 죽음과 죽을 운명에 대해 배우고, 켈트 조상들의 방식을 배우는 것은 실제로 가치 있는 인생 교훈이며 많은 교구민들의 유산의 일부이다. 기독교 목사인 샘 포타로는 할로윈이 "유머와 조롱을 사용하여 죽음의 힘에 맞서는 것"에 관한 것이라고 썼다.
로마 가톨릭교회에서는 할로윈의 기독교적 연관성이 인정되며, 미국의 가톨릭 교구 학교들처럼 많은 가톨릭 교구 학교에서 할로윈 축하가 일반적이며, 아일랜드 전역의 학교들도 할로윈 방학을 한다. 일부 근본주의자와 복음주의 교회들은 할로윈의 인기를 전도의 기회로 활용하기 위해 "헬 하우스"와 만화 스타일의 전도지를 사용한다. 또 다른 이들은 할로윈이 죽은 자의 축제 기념에서 유래했다고 여겨지기 때문에 기독교 신앙과 완전히 양립할 수 없다고 본다. 실제로 동방 정교회 기독교인들은 오순절 후 첫 번째 주일에 만성절을 지키지만, 동방 정교회는 대중적인 축하의 대안을 제공해야 할 목회적 필요성 때문에 서방의 만성절 전야에 저녁 기도나 파라클레시스(중보 기도)의 준수를 권장한다.

## 유사 기념 행사와 관점

### 유대교
앨프리드 J. 콜라치의 《유대인의 이유 두 번째 책》(Second Jewish Book of Why)에 따르면, 유대교에서 할로윈은 이방인의 관습을 금지하는 레위기 18장 3절을 위반하기 때문에 유대 할라카에 의해 허용되지 않는다. 많은 유대인들은 일 년에 네 번 공동으로 이즈코르를 지키는데, "순교자들과 자신의 가족" 모두를 위해 기도를 한다는 점에서 기독교의 만성절 기간과 어렴풋이 유사하다. 그럼에도 많은 미국 유대인들은 할로윈을 기독교적 기원과 분리하여 기념한다. 개혁파 랍비 제프리 골드워서는 "현대 유대인들이 할로윈을 기념하지 말아야 할 종교적 이유는 없다"고 말한 반면, 정통파 랍비 마이클 브로이드는 유대인들이 이 휴일을 지키는 것에 반대하는 주장을 했다. 퓨림은 특히 퓨림 이야기에 묘사된 성경 속 인물들의 의상을 입는 등 일부 준수자들이 의상을 입는다는 점에서 할로윈과 비교되기도 한다.

### 이슬람교
《이슬람 이해를 위한 간단한 삽화 안내서》(Brief Illustrated Guide to Understanding Islam)의 저자인 샤이크 이드리스 팔머는 무슬림들이 할로윈에 참여해서는 안 된다고 판결하며 "할로윈 참여는 크리스마스, 부활절 참여보다 더 나쁘다... 십자가에 대한 기독교인들의 절을 축하하는 것보다 더 죄가 된다"고 말했다. 말레이시아 국립 파트와 위원회는 할로윈이 이교적 뿌리를 가지고 있다는 이유로 하람(금지)이라고 판결했으며 "할로윈은 인간에게 영향을 미치는 죽음의 영을 저항하고 즐기기 위해 공포를 유머러스한 주제와 혼합하여 기념된다"고 말했다. 다르 알이프타 알미스리야는 그 기념이 '이드'(축제)로 언급되지 않고 행동이 이슬람 원칙에 부합하는 한 동의하지 않는다.

### 힌두교
힌두교도들은 피트루 파크샤 축제 기간에 죽은 자들을 기억하는데, 이 기간 동안 힌두교도들은 "조상들의 영혼을 편안히 쉬게 하기 위해" 경의를 표하고 의식을 행한다. 힌두교 달력의 바드라파다 달에 기념하며, 보통 9월 중순이다. 힌두교 축제인 디왈리의 기념이 때때로 할로윈 날짜와 충돌하지만, 일부 힌두교도들은 할로윈의 대중적인 관습에 참여하기로 선택한다. 소우마 다스굽타와 같은 다른 힌두교도들은 할로윈과 같은 서구의 휴일이 "우리의 토착 축제에 부정적인 영향을 미치기 시작했다"는 이유로 이 기념에 반대했다.

### 신이교
자신을 신이교도 또는 위카교도라고 지칭하는 사람들 사이에는 할로윈에 대한 일관된 규칙이나 견해가 없다. 일부 신이교도들은 할로윈을 지키지 않고 대신 11월 1일에 서우인을 지키며, 일부 신이교도들은 "서우인의 엄숙함과 더불어 할로윈의 재미도 즐길 수 있다"고 말하면서 할로윈 축제를 즐긴다. 일부 신이교도들은 할로윈이 "서우인을 하찮게 만든다"고 말하며 기념에 반대하고, "트릭 오어 트리터들의 방해 때문에 할로윈을 피한다". 《매니토번》은 "위카교도들은 10월 31일이 여전히 모든 훌륭한 위카교도의 일정표에 별표로 표시되어 있음에도 불구하고 공식적으로 할로윈을 기념하지 않는다. 해가 지면서부터 위카교도들은 서우인이라고 알려진 휴일을 기념한다. 서우인은 실제로 고대 켈트 전통에서 유래했으며 위카와 같은 신이교도 종교에만 국한되지 않는다. 이 휴일의 전통이 켈트 국가들에서 유래했지만, 현대의 위카교도들은 서우인 기념을 역사적으로 재현하려 하지 않는다. 일부 전통적인 서우인 의식들은 여전히 행해지지만, 그 핵심에서 이 기간은 어둠과 죽은 자들을 기념하는 시간으로 여겨진다 - 이것이 서우인이 할로윈 기념과 혼동될 수 있는 가능한 이유이다"라고 쓰고 있다.

## 지리학

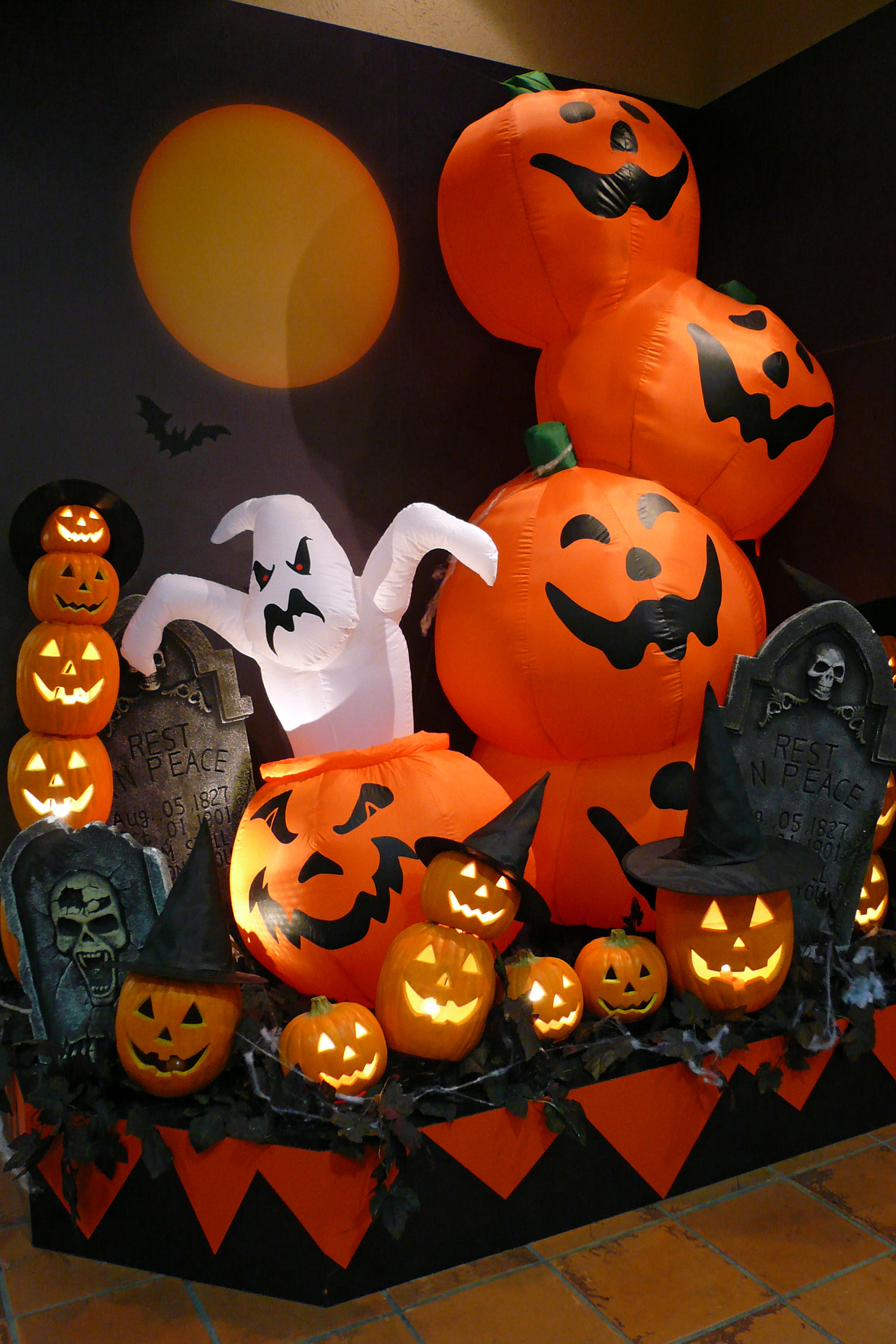
일본 고베의 할로윈 전시

할로윈을 지키는 국가들 사이에서 할로윈의 전통과 중요성은 매우 다양하다. 스코틀랜드와 아일랜드에서는 전통적인 할로윈 관습으로 아이들이 의상을 입고 "가이징"을 하고 파티를 여는 것이 있으며, 아일랜드의 다른 관습으로는 모닥불을 피우고 불꽃놀이를 하는 것이 있다. 브르타뉴에서는 아이들이 방문객들을 놀라게 하기 위해 묘지의 해골 안에 촛불을 넣는 등의 장난을 치곤 했다. 19세기의 대규모 대서양 횡단 이민으로 북미에서 할로윈이 대중화되었으며, 미국과 캐나다에서의 기념은 다른 국가들의 행사 방식에 상당한 영향을 미쳤다. 특히 상징적이고 상업적인 요소들에서 더 큰 북미의 영향력은 브라질, 콜롬비아, 에콰도르, 칠레, 오스트레일리아, 뉴질랜드, (대부분의) 유럽 대륙, 핀란드, 일본, 대한민국, 동아시아의 다른 지역들로 확대되었다.

## 비용
전국소매업연맹에 따르면, 미국인들은 2023년 할로윈에 122억 달러를 지출할 것으로 예상되는데, 이는 2022년의 106억 달러에서 증가한 수치이다. 이 중 39억 달러는 가정집 장식에 지출될 것으로 예상되며, 2019년의 27억 달러에서 증가한 것이다. 할로윈 장식의 인기는 최근 몇 년 동안 증가해 왔으며, 소매업체들은 점점 더 정교하고 대형화된 장식품들을 더욱 폭넓게 제공하고 있다.

## 같이 보기
- 백중날
- 윌오더위스프

## 더 읽어보기
- Diane C. Arkins, Halloween: Romantic Art and Customs of Yesteryear, Pelican Publishing Company (2000). 96 pages. ISBN 1-56554-712-8
- Diane C. Arkins, Halloween Merrymaking: An Illustrated Celebration Of Fun, Food, And Frolics From Halloweens Past, Pelican Publishing Company (2004). 112 pages. ISBN 1-58980-113-X
- Lesley Bannatyne, Halloween: An American Holiday, An American History, Facts on File (1990, Pelican Publishing Company, 1998). 180 pages. ISBN 1-56554-346-7
- Lesley Bannatyne, A Halloween Reader. Stories, Poems and Plays from Halloweens Past, Pelican Publishing Company (2004). 272 pages. ISBN 1-58980-176-8
- Phyllis Galembo, Dressed for Thrills: 100 Years of Halloween Costumes and Masquerade, Harry N. Abrams, Inc. (2002). 128 pages. ISBN 0-8109-3291-1
- Editha Hörandner (ed.), Halloween in der Steiermark und anderswo, Volkskunde (Münster in Westfalen), LIT Verlag Münster (2005). 308 pages. ISBN 3-8258-8889-4
- Lisa Morton, Trick or Treat A history of Halloween, Reaktion Books (2012). 229 pages. ISBN 978-1-78023-187-7
- Lisa Morton, The Halloween Encyclopedia, McFarland & Company (2003). 240 pages. ISBN 0-7864-1524-X
- Nicholas Rogers, Halloween: From Pagan Ritual to Party Night, Oxford University Press, US (2002). ISBN 0-19-514691-3
- Jack Santino (ed.), Halloween and Other Festivals of Death and Life, University of Tennessee Press (1994). 280 pages. ISBN 0-87049-813-4
- David J. Skal, Death Makes a Holiday: A Cultural History of Halloween, Bloomsbury US (2003). 224 pages. ISBN 1-58234-305-5
- James Tipper, Gods of The Nowhere: A Novel of Halloween, Waxlight Press (2013). 294 pages. ISBN 978-0-9882433-1-6